# ダンス イン ザ ヴァンパイアバンド
『ダンス イン ザ ヴァンパイアバンド』（Dance In The Vampire Bund）は、環望による日本の漫画作品。『月刊コミックフラッパー』（メディアファクトリー）において2006年1月号より2012年10月号まで連載。
本項では続編の『スカーレット オーダー ダンス イン ザ ヴァンパイアバンド2』（スカーレット オーダー ダンス イン ザ ヴァンパイアバンドツー）、『ダンス イン ザ ヴァンパイアバンド エイジ オブ スカーレット オーダー』、および外伝の『ダイブ イン ザ ヴァンパイアバンド』、『スカーレット オーダー スレッジハマーの追憶』（スカーレット オーダー スレッジハマーのついおく）についても併せて記述する。

## 概要
東京湾沖の架空の人工都市ヴァンパイアバンドを舞台に、ヴァンパイアの女王ミナ・ツェペッシュとその従僕である人狼の少年、アキラの恋と戦いを描くアクション作品。ヴァンパイアが国民に秘密裏に日本政府から埋め立て地を買い取り、王国を建設するという基本設定に加え、血を吸うことを拒む「牙なし」が登場するなど、既存の吸血鬼の概念に新たな解釈を加えたヴァンパイア像が話題となった。また、作者の環望が成人向け漫画で執筆していたということもあり、独特のタナトスとエロスに彩られた作品観が描かれている。サブタイトルは吸血鬼や人狼が登場する作品名（『インタビュー・ウィズ・ヴァンパイア』、『悪徳学園』など）がオマージュとして用いられることが多い。
この作品におけるバンド (bund) とは、19世紀後半から20世紀前半にかけ上海に存在した租界地区、いわゆる外灘（ワイタン、ピンイン：Wàitān、がいたん）を指すとみられる。本来「bund」は築堤・埠頭を意味するインド起源の英単語であるが、かつての大英帝国植民地の多くが海沿いに存在したことから、租界地区そのものを「bund」と呼ぶこともあった。なお外灘とは「外国人の河岸」を意味する。
この作品はアメリカ、台湾、韓国、タイ、ドイツ、イタリア、フランス、スペインなど多国で出版されている。
『月刊コミックフラッパー』2009年8月号において、テレビアニメ化が発表され、2010年1月より放送された。
2009年8月よりメディアファクトリー公式モバイルサイト「メディファク☆モバイル」にて、作者本人による外伝『ダイブ イン ザ ヴァンパイアバンド』第一部が配信。第二部は2012年12月よりpixivコミックに発表の場を変えて配信されていた。
2012年10月号で「第一部」が終了。同年12月号より幕間劇とも言える「スレッジハマーの追憶」が連載されたのち、2014年1月号から第二部「スカーレット オーダー ダンス イン ザ ヴァンパイアバンド2」が開始されたが、こちらは2015年5月号をもって終了した。その後2018年5月28日よりTOブックス刊行のwebコミック雑誌comicコロナに掲載紙を移して第三部「 ダンス イン ザ ヴァンパイアバンド　A.S.O.」が開始され、ニコニコ静画、pixivコミックを媒体として現在も掲載されているが、TOブックスが新たにコロナEXを公開したため最新話はそちらで掲載している。新連載に伴い、TOブックス・コロナコミックスより既作品の愛蔵版が刊行されている。
また、作者主催の同人誌において小説による外伝が多数発表されている。書き手は原作者本人ではなくその友人達であるが、全篇に渡り環による監修がなされている上、小説で描かれた人物や設定が度々本編に流用されているため、公式外伝と捉えて差し支えない。

## あらすじ

### 第一部
普通の高校生活を送っていた鏑木アキラ。しかし彼には幼い頃に交わした盟約があった。それは夜の眷属の王・ヴァンパイアの女王に仕えるというものだった。アキラが17歳の誕生日を迎えるその日、アキラの前に現れたヴァンパイアの女王ミナ・ツェペッシュ。彼女はアキラに、日本に来た目的は、日本にヴァンパイア専用居住区=ヴァンパイアバンドを作ることだと告げる。ヴァンパイアの実在を知り激震する人間社会。そんな中、ミナ姫とアキラは誤解と齟齬を繰り返しながらも通じ合い、少しずつ心の距離を縮めていく。だがヴァンパイアの存在を忌避する人間社会、公主家の権益を欲する同族、ひいてはミナの婚約者であるヴァンパイア王家の三大公の巡らす陰謀に曝され、その絆を試されることになっていく。

### 第二部「スカーレットオーダー」
三支族、そして謎の組織「テロメア」との戦いから七年…。日本はヴァンパイアバンドとの蜜月関係を維持しながらも国際的な孤立状態に陥っていた。
アメリカをはじめとするヨーロッパ諸国にボイコットされた東京オリンピックの開会式において新たに起きたテロ事件。来賓として訪れたミナ・ツェペッシュを人質にせんとしたテロリストだが、開会式その物がミナの仕掛けた罠だった。
そんな中、7年前崩落した富士風穴の奥底から「さぶろう」という謎の男の協力で行方不明だった牙なし300余名が帰還し、それに呼応するように東京埋め立て地の地下から発見された棺桶。ヴァンパイアの渇きを潤す「赤子魂（あかみたま）」と呼ぶ不思議な石が新たな謎を呼ぶ。

### 第三部「エイジ・オブ・スカーレットオーダー（A.S.O.）」
バンドからヴァンパイアたちが姿を消して半年後。アメリカでは自由教会に支配された影響でヴァンパイアというだけで抹殺の対象とされ、追いつめられた彼らは地下鉄道組織によって救援ポイントまで向かわなければならず、ミナ姫と縁があり、ヴァンパイアに偏見を持たないジェシカとスージーの母子も組織に協力していた。

## 登場人物
※声優はドラマCD版・テレビアニメ版共通。

### 主要人物
ヴィルヘルミナ・ヴラド・ツェペッシュ
声 - 悠木碧
愛称はミナ。一人称は「わらわ（妾）」だが、対外的に（特に人間側に対して）は「わたくし（私）」。ツェペッシュ家の現公主にして、真祖の血脈を受け継ぐヴァンパイアの女王。身長154センチメートル。外見は幼い少女だが1575年生まれであり400有余年の長い年月を生きている。アキラに恋する少女としての姿や臣民を思いやる保護者としての側面を持つ一方で、時と場合によっては為政者として非情な決断を下す苛烈な性格も持ち合わせる。だが本質は前者であり、そのために多くの局面で本意ではない苦渋の決断を迫られる事となる。
顕身により、母ルクレツィアに生き写しの美女に変化する事が可能だが、その事実は固く秘匿されている。顕身により変化した際は、蝙蝠のような翼が生え、半身が皮膜のようなもので覆われる（翼は顕身せずとも生やすことは可能）。
真祖の血を引く最後の女性であり、ヴァンパイアの血統を守るため同じく真祖である三支族のいずれかと婚姻を結ばねばならぬ宿命を負っている。ミナ自身はアキラに深い愛情を寄せ、従者として側に置くが、ミナが女王の使命を捨てぬ限り「生涯結ばれぬ仲」のままである。
臣下である三支族の反乱により母を害され、女王の座を受け継ぐが、国土を奪われ、永らく支族の長たる三大公の支配のもと忍従を強いられて来た。
だが、その統率力とカリスマ性により家臣団を組織し、新たな国土ヴァンパイアバンド建設を成し遂げ、三支族を始めとするあらゆる敵に立ち向かう。
パイド・パイパーに冒された際には、ヴァンパイアが存在しない世界の夢を見続け、生命の危機に陥る。その夢の中では人間として生きており、年齢も外見相応で、身体も成長するようになっていた。普通の人間として幸福な生活を続けるが、アキラとの結婚式の直前になって、現実世界からのアキラの呼び掛けに応え、夢から目覚めた。
アンジーの裏切りにより、顕身に関する情報が漏洩したため、バンドに攻め込んできたイワノヴと決着を付ける。その直後、「テロメアの盟主」を名乗るミナに瓜二つの少女によって極秘裏にローゼンマン大公家に引き渡された。大公家ビルを襲撃した謎の人物（シルエットのみ、コルトSAAの二丁拳銃を持つ男）の影響を利して虜囚の状態から一時は離脱するも、庇護してくれたジェシカ、スージーの母子を人質に取られ、再びローゼンマンの許へ下る。
囚われの身となりながらも辛抱強く機をうかがい、潜入していたアキラと共に脱出するが、監禁中の疲労から倒れてしまい、自ら血をささげたアキラに牙を立ててしまう。アキラの体内のアポトーシスが作動する前に抗体ワクチンを手に入れるべく再びローゼンマンの城に向かった際、地下洞窟の奥深くに原始ヴァンパイアの都「ネクロパレス」、そしてヴァンパイアの歴史上最初の女性を発見する。しかし直後にネクロパレスの防衛装置、そしてローゼンマン部隊の襲撃に遭うもアキラや元老院たちの活躍に乗り脱出。この際に元老院たちに自身の髪を手向けている。
その後アルプス山中のベルガマスク研究所を経て混乱する日本へ電撃帰国。都下のヴァンパイア騒乱鎮圧と平行して、ヴァンパイアバンド奪還を指揮。自ら先頭に立ってバンドに降り立ち、ついに王国を取り戻す。
逃亡したテロメア盟主を追って富士山麓地下に進入、顕身した盟主をアキラとの連携で撃退。永きに渡る対決に一旦の終止符が打たれるも、アルフォンス、ヴェラ、元老院、そして多くの牙なし達と、その戦いで失われたものはあまりにも大きかった。
なお第一部ラスト近く、テロメア盟主が崩壊を始めたクレイドルを前に、ミナ姫に対して「（聖地が受け入れるのは）純潔のツェペッシュの女であるお前だけだった」と発言している事から、一応こちらがオリジナルのミナ・ツェペッシュである模様。
第二部において、明らかになった謎の物質「赤子魂（あかみたま）」による影響で肉体に変化が起こり、人間化している。変化は味覚から紫外線に対する耐性、代謝の活性化から成長の兆しなどが確認されているが、更なる変化の過程に過ぎない不安定な状態だった。クレイドルに安置されていた赤子魂の本体と接触し、そのエネルギーを受けて完全覚醒する。
鏑木アキラ（かぶらぎ アキラ）
声 - 中村悠一
ミナ姫に仕える人狼の少年。一人称は「俺」。フルネームは暁（アキラ）・鏑木・レーゲンドルフ。名前は作中やアニメ公式サイトなどにおいて主に「アキラ」と表記されており、「暁」の表記は原作第31話「男児當自強」が初出。
10歳の頃にミナ姫と出会い（赤ん坊の頃にも出会っているがアキラ本人は覚えていない）、彼女の側にいる事を約束した。
17歳の誕生日を機に、ミナ姫の側仕えになる。現状のままでは結ばれぬと知りつつ、愛する「姫さん」のためあらゆる逆境に立ち向かい、傷つきながらも戦士へと成長してゆく。
幼い頃からベイオウルブスとしての訓練を受けており、白兵武器（サーベル、棍、槍など）や火器（拳銃、ショットガンなど）を使いこなし、体術にも長ける。匂いによって10種類以上の爆薬を識別可能だが、爆弾を解除する技術は習得していない。
自炊生活が長かったので料理もある程度こなし、味覚も鋭い。「料理は基本」が信条。
かつては明るく社交的な性格だったが、試練の儀を受けた頃から他人（人狼やヴァンパイアではない普通の人間）に対してある程度の距離を置くようになり、笑わなくなった。社交性の高さは幼い頃から元老院の爺さん連中含めて強面なメンツと付き合っていたことも影響している。
由紀からの告白も断っているが、彼女から誕生日プレゼントとして贈られた銀の指輪を常に身近に置いていたり、幼馴染である僚平との仲が険悪になりかけた際にも「（僚平からどう思われても）自分は僚平を友達と思っている」といった旨の発言をするなど、他人と関係を持つこと自体を嫌っている訳ではない。
父親に反発することもあるが、ミナに言わせれば似たもの親子。
イワノヴとの戦い以降、ミナ（偽物）の動向に疑問を感じていたが、由紀からの必死のメッセージで入れ替わりを確信、アキラ（旭）や佐治、浜の手を借りてヴォルフや偽ミナ自身からそれを確認した後にバンドを脱出。情報を求めてアメリカに渡る。
浜の伝手で知り合ったCIA職員やジェシカから、ローゼンマンに囚われているのが本物のミナだと確信、救援のために南米に向かう途中、乗り込んだヘリが撃墜され死んだと思われていたが先行して潜入していたななみのサポートでローゼンマンの城に潜入、メイドに変装して「シノ」と名乗りミナの前に辿り着いた。同様にななみのサポートで破壊工作を行うメイド隊とも合流し、城を脱出するが途中体力が低下していたミナを回復させるために自らの血をささげ、ヴァンパイアウイルスに感染してしまう。しかし突然謎の覚醒を起こし、以前とは違う半人半獣の姿でミナを助け出した（この際の遠吠えはアンジーも「聞いたことがない」という。元老院の面々はこの原因の理由を知っていた様子だがこの直後に詳細を打ち明けることなく死亡している）。また、ヴァンパイアウイルスに感染しているにも関わらず日中も問題なく活動している。
テロメア盟主とのバンド奪還の戦いの後、3ヶ月遅れで高校を卒業。ベイオウルブズに正式に入隊、百卒長（中隊長クラス）に任命された。
第二部では24歳。精鋭遊撃隊「狼少年（ウルフボーイズ）」リーダーとしてミナの護衛を務める。前作においてヴァンパイアウイルスに感染した影響か成長が停滞しており、背が伸びないのが悩み。元老院での徹底したDNA調査の結果、細胞のテロメアが消滅しており無限に再生する「不老不死」となっていることが明らかとなる。A.S.O.では千卒長と呼ばれ、第一部での活躍が訓練生たちの間では伝説化している。
作者曰く「いいやつに見えるけど結構わがままでやなやつ」「あいつは俺様」（理由は由紀に対する接し方）。
ミナがパイド・パイパーで見た夢では彼が年上になっており、後にミナが通う高校の教師となっている。その後、結婚式も行うはずだったが、直前に彼女が目を覚ました。
巻末のおまけ漫画では自身の性格と由紀が書く小説のせいで損な役回りが多い。子供のミナの裸を見て赤面するなど、くだけた一面がある
アニメ版では1年前のある任務が原因で記憶喪失となっており、作中で徐々にミナとの約束や自らの出自、そして任務で自分が見た「真祖の遺産」に関する記憶を取り戻していく。
三枝由紀（さえぐさ ゆき）
声 - 斎藤千和
アキラの同級生。一人称は「私」。学校では文芸部に所属しており、生徒会役員も務める。
アキラに恋心を抱いていたが、告白を断られた事やアキラとミナの強い絆を知った事で身を引く。が、その後もアキラと友人としての交流は続き、ミナとも「腹心の友」の間柄となった。ウルフボーイズの面々からもミナの良き友人として信頼されている（アニメ版では、記憶喪失のアキラをお世話する口実で一緒にいる事で満足し、指輪を渡しただけで告白は勇気がなかったのかしていなかった。そして記憶が戻りかけたと知った時、かなりショックだった様子）。
趣味でBL小説（主人公のモデルはアキラ）を書いており、その作品がめぐりめぐってヴァンパイア（主にメイド達）の間で大ブレイクしたため、彼女等から「マエストロ」と呼ばれる事となった。
アンジーの襲撃により一時重体に陥るが、改良型パイド・パイパーで一命を取り留める。しかし怪我の後遺症で喋れなくなり、パソコンを介して会話する。ミナと決めた暗号に気付かなかったことで偽ミナを見破るが、身動きが取れない状態で軟禁される。そんな状況でも赤外線入力機能を持つ眼を利用してアキラに真実を伝えた。
テロメア盟主とのバンド奪還の戦いの最中に言語機能を取り戻した後、3ヶ月遅れで高校を卒業。大学へ進学の予定。
アルフォンスからもたらされた情報からヴァンパイアの存在が世界各地の歴史に根づいていた事を突き止めた。
第二部では杖が必要ながら運動機能も回復を見せ、ミナ姫の片腕として働きながら大学院に通い、ヴァンパイアの歴史と各地の伝説を検証している。シンヴァをはじめ、新生ウルフボーイズからも大人気のマドンナとなっている。赤子魂の欠片によって中途半端に変化したミナを救う方法を知るための取引をした結果、偽ミナことケティ・モーリスと同行することとなる。A.S.O.ではケティと共にアマゾンのネクロパレスや李大公家との交渉に同行するが、紆余曲折の末ケティを守るために劉と協力して冰冰（依り代）を射殺。手駒となる兵を真祖に奪われ、由紀の手を汚させたことに絶望したケティに置き去りにされる形であったが、ミナたちの許に帰還した。
作者曰く「男が理想とする可愛らしい普通の女性」。
ミナがパイド・パイパーに冒されていた際に見た夢の中では、小説家として成功しているようで、（ミナの夢の中の）ネロ曰く「コミケで島ができるくらい」とのこと。

### ヴァンパイア

#### ヴァンパイアバンド
ヴェラトゥース
声 - 甲斐田裕子
通称ヴェラ。フルネームはヴェラトゥース・カルメンシータ・ラガシュ。ミナ姫の側近で強い忠誠心の持ち主。元は人間だが、ルクレツィアを慕って自発的にヴァンパイアとなった。武器として隠し持ったナイフを用いる。A.S.O.時点で470歳。
顕身により体を黒い霧状に変化させる事ができる。テロメア盟主のバンド支配に対して自身の忠誠に疑問を感じてしまう。奪還戦の最中、ヴォルフを牢から解放した後、顕身で自分自身を封印してしまった。ヴォルフは「それほど自分が許せなかったか」とその行為を見て漏らしたが、いかなる理由でヴェラが自分を封印したかは不明である。なお眠っているように見えるが意識はあるようで、第二部1巻のオマケ漫画ではネリーたちの愚痴やいたずらなどに対して自分自身を封印している石に亀裂を走らせて怒りを意思表示していた。ケティに追いつめられたミナを救うべく自らを解き放った。
ファンかどうかは不明だが、彼女も由紀の小説を読んでいるようである。
ミナの夢の中ではヴォルフの秘書を務めていた。愛蔵版3巻描き下ろしの回想編では元々はジプシーの出身。地元民の嫉妬からくる訴えで起きた魔女狩りに遭ったところをルクレツィアに救われて引き取られた。
ルクレツィア
ミナ姫の母親。先代ツェペッシュ家公主。およそ400年前に起きた三支族の反乱により命を落とした。
イワノヴの言によると、彼女が、当時いた真祖の支族全てを袖にして父親の判らぬミナを産んだ事が、内乱を含めた全ての始まりであるらしい。
三支族達は彼女の「討伐」は君主の義務を放棄した者への懲罰と、ヴァンパイア社会の内乱を収めるための正当な物と主張する。
ミナの夢の中では往時と変わらぬ姿で生きており、思わぬ再会を果たしたミナは涙を流して喜んでいた。愛蔵版4巻描き下ろしの回想編では成長して自身より年長な容姿となったヴェラに「2人きりの時はお姉さまと呼ぶこと」と命じるなど可愛いところもあった。
アルフォンソ・メディチ・ボルジアーニ
声 - 黒田崇矢
通称アルフォンス。ツェペッシュ公主家配下の門閥貴族の筆頭にしてミナ姫の側近。爵位は侯爵。
ゴスロリ少女の集団を侍らせ、キャデラック・デビル・コンバーチブル（アニメ版ではアルファロメオ・スパイダー）でバンド市街を流す伊達男。また、園芸の趣味も持つ。
その洒脱な風体とは裏腹に、公主家を巡る影の任務に従事し、ミナ姫の利益となるなら、どんな荒事もやってのける。
テロメア盟主がミナ姫と入れ替わった際、自分こそ真のミナ姫である旨の主張に同調して公主家簒奪（入れ替わりが真実であるなら奪還）に協力、以降彼女の手足としてバンド支配を実行する。ミナによって起されたバンド奪還の戦いの際にはアキラ（暁）と対決。敗北の後、全ての責任をとって自らを「反逆者」とした。
200年前。少年時代にミナと出会い惹かれるが、行方知れずとなったミナを20年かけて探し当てた際、守るために顕身を果たした。しかしヴァンパイア貴族として覚醒したことで（主である）ミナと結ばれる事はかなわぬことを思い知るという経験をしている。父親の後を継ぎ、公主家の諜報を取り仕切っていたが、その仕事を心底忌避しており、収集した資料も見たくないがために全て記憶していた。彼の死後、およそ400年分に及ぶ「まったく整理されていなかった資料」の分類・データ化をはじめたが、担当者からしていつ終わるのか見当もつかないとのこと。
愛蔵版4巻の回想編では、ルクレツィアから「アルフォンス」と呼ばれる彼の祖父（先々代ボルジアーニ侯）と思しき人物が登場している。
ジュノー・デルマイユ
声 - 藤本譲
ツェペッシュ公主家配下の門閥貴族の筆頭の一翼。爵位は侯爵。
モノクルをかけた猛禽を思わせる容貌。
特権意識の権化で、公主家一門を私物化し、その権益を蚕食するのが当然の権利と心得る。ミナ姫の側近達に対しても、その出自をネタに公然と侮辱の念を顕にし、ヴェラを婢女（アニメ版では「腰巾着」）、ヴォルフを犬、アキラを色子などと呼んではばからない。その反面、三支族相手には畏れを隠せず、及び腰で拝謁していた。
バンド建設がヴェラおよびヴォルフら側近のみの手で行われた事に憤り、その実権を握るべくバンドに乗り込んでくる。一時はテロメアに利用価値を見出し内通していたが、ミナ姫に内通をかぎつけられると、災禍を避けるべく絶縁した。
アニメ版では、ジャン・マレイの死後から出番が減り、原作ほど目立たなくなっていった。
ジャン・マレイ・デルマイユ
声 - 成田剣
デルマイユ候の嫡子。顕身により、巨大な蝙蝠のような姿に変化する。
バンド建設をヴァンパイアによる全世界支配の幕開けと位置づけ、若いヴァンパイア達を結集。新世界秩序の確立をミナに説く。しかし、「ヴァンパイアが至上、地の一族を排斥、人間を食い物」とする構想をミナが受け入れるはずもなく、激昂してミナに襲い掛かるも謀反人として処刑される。後にその行動はテロメアの盟主の企みだった事が明らかとなり、偽ミナ（ケティ）からも「見た目は良いが、頭は蒸かし芋」と酷評されていた。
アニメ版では、ミナからバンド建設の真意を聞かされるが理解を寄せず、アキラの手にかかって死亡する。
スパランツァーニ
ヨーロッパ・アルプス山中に存在する極秘施設「ベルガマスク研究所」を管理する男。「卿」と呼ばれており、A.O.S第3巻書き下ろし4コマによると爵位は准男爵で240歳。
ミスターAB
クレイドルの入り口を守る番人。口ひげを蓄えた初老の男性。
内部に入ろうとする者に対し、悪魔の辞典から引用した謎をかける。
作家だが、100年以上絶筆している。蔵書家でもあり、あんなによく本を貸し出している。
A.S.Oでは水没するクレイドルからの脱出を拒否し、数名のエルダーズと共に残ることを決断する。
明梅（ミンメイ）
タチアナと共にバンドへ亡命してきた少女。
李大公家領内（中国国内）の村出身でイワノヴ大公家から脱出してきたタチアナを匿った。パイド・パイパーに冒されるが、彼女の一族は何らかの免疫抑制が働いたためか暴走を免れる。
タチアナに援けられて一族共々バンドへ亡命してくる。本土側の共同管理区域に収容され、シゲ達「派遣村」の住人達のアイドルになる。
自らを庇い重傷を負ったシゲと他数人をヴァンパイア化するが、彼女が直接噛んだ者はパイド・パイパーに感染しても暴走はしていない。バンド奪還戦の際にはタチアナが確保しようとした事から彼女にも何らかの秘密が存在する模様。
第二部ではネーラたちに代わってミナ付きのメイドとして働いている。意外とお転婆で、屋根裏を探検して見つけた大ネズミを「ミケ」と名付けて飼っている。A.S.Oではバンド水没の際に地上に逃れており、海外からの難民とバンド内で生活していた。アキラの指揮するウルブズ訓練生によって発見される。実は現・李大公と双子の関係であり、親ツェペッシュ派として李大公家を継ぐことを求められる。フィーを狙い活動していたタチアナに会うためにシベリアまで出張ってくるが、李家の手に落ちてしまう。実兄である李大公とは互いに信頼を得たが、逆にミナとの間には齟齬が生じてしまう。軟禁中にシロと呼ぶ喋るネズミと会話していたが、通信妨害で姿を消したこととミナが明梅の居場所はすぐにわかると語ったことから、脳内にインプラントされた仕掛けによる拡張現実機能と発信機が仕込まれていた。監視も兼ねた措置だったが、ネズミの姿で励ましてくれていたのがミナだと知って明梅自身は気にしていなかった。
実母である冰冰に肉体を乗っ取られそうになったが、ミナと李大公の尽力もあって自らの意志によって金色の竜の姿に顕身し、冰冰との対決を制した。
ナスターシャ
クレイドルの住人。ミナ姫専属のカメラマンと自称するが、その正体はイワノヴによって祖国を失った旧ロシア帝国ロマノフ朝最後の一人。フルネームはアナスタシア・ニコラエヴナ・ロマノヴァ。
「ドクター」
ミナの主治医。作中では「ドクター」とのみ呼ばれており、本名は不明。
外見は少女然としてガーリーな雰囲気を漂わせているが、該博な知識を持つ。『スレッジ・ハマーの追憶』では負傷した浜の治療を行い、その身体に関しての所見を述べた。
重体に陥った由紀の診察も行っている。
カズオ・ダニエル・佐治（カズオ・ダニエル・さじ）
バンド内で医者を務める男性。ハワイ生まれの日系2世で年齢は第一部時点で約90歳（見た目は30前後）。第二次世界大戦では衛生兵としての従軍経験を持つ。イワノヴの侵攻によって発生した負傷者の手当てに当たる。
専門は歯科で、「牙なし」の抜歯処置と予後のケアを行っているため、バンド内でも絶大な信用を持っている。
登場当初は「佐知（さち）」と表記されていたが、原作者が発行した同人誌には、ほぼ同じ設定を持つ「佐治（さじ）」というキャラクターが登場しており、本編でも再登場した際こう呼ばれている。
豆吉（まめきち）／清（きよ）
第二部より登場。約200年に渡って江東区深川に住む情報部所属の連絡員。元辰巳芸者で豆吉という名前も所謂「権兵衛名（源氏名）」。化粧で見た目を誤魔化して「祖母と孫娘」として入れ替わりを繰り返しながら暮らしていた。現在は長唄の師匠をしており、土地の者たちからは粋な姐御として慕われているが、一部の人間は正体に気付いている。およそ170年前に来日したアーサーと惹かれあい、彼を待つためにヴァンパイアとなっていた。
ジョン・アーサー・ヤング
第二部より登場。東京湾の埋め立て地から掘り出された棺桶から出現した異形のヴァンパイア。深川近辺に現れ、婦女子に乱暴を働こうとした不埒者を叩きのめしていた。
170年前に密かに来日し、当時の調停者（後藤家の先祖）の伝手でネクロパレスに潜入、赤子魂を手に入れる。謎の男の配下となっていた梶川に騙し打ちされて棺桶ごと海に沈められたが赤子魂の欠片を取りこんでいたため生き延びた。魂を取りこんでいた影響か、かなり人間離れした容貌となっていたが、本来の姿は白人系正統派の美男子で弱い者いじめを嫌う正義漢。来日して受けた接待の場で豆吉と知り合い、一目惚れした。
A.S.O.でも豆吉と暮らしており、バンド外に残った者による臨時行政府をサポートしている。
マック、オニール、ミーシャ、林（ラム）
バンド内において、各支族派閥を取りまとめる相談役。ツエペッシュ系以外からの亡命者も上書きこそ受けているが、それぞれエスニックタウンを作って引き籠り、何かというと自派閥の利益を主張して対立している。クレイドルに避難してからも赤子魂によって血に飢えることこそ無いものの、消耗する支給品や滞在場所に関して揉め続けていた。しかし、ローゼンマンによるプロメテウス停止や、真祖の眷属による危機に際して漸く力を合わせることを覚えた模様。
マックは外見はローティーンだが、戦闘経験もあり実年齢は最年長。だが、周囲の世話役からは子供として見られており後を託される。16巻オマケ四コマでは唯一の世話役として奔走しながら「置いていく方は気楽でいいぜ」と1人ごちている。
オニールはアイルランド出身の炭鉱夫で発破作業の経験あり。事故で炭鉱が閉鎖されたためアメリカに渡った。浸水区域から毒と共に接近する真祖の眷属を抑えるためにマックと協力し眷属を道連れにして逝った。林によるとマックに息子を投影していたらしい。
ミーシャはクレイドルに残ることを決めたエルダーズやミスターABと共に残留し、各系列市民のまとめ役をマックに託した。旧ソ連時代に禁書となっていたミスターABの著作を読んだことがある。
林はオニールの死に対して「自分たちは所詮ヤクザもの、死に様などあんなものだ」と言いつつもオニールの気持ちをマックに伝えたが、市民の受け入れ態勢が整わない状況で通路を保護する天幕が破れたのを塞ぐため陽光の下に飛び出して天幕を塞ぎながら焼死した。
ラーマ
VGS第三警備中隊隊長で、階級は中尉。彼の率いる隊50名はクレイドル避難時に地上部の任務（大堤防や本土と結ぶトンネル出入り口の警備および巡回）だったため、地上に残留していた。真祖が現れた際には浜の指揮下に入る。
ゾネンフェルド
バンド行政府情報管制室室長。真祖とのバンド防衛戦においてヴァンパイア市民の地上脱出をフォローするために人間側世話役である僚平を通して協力を要請した。

##### メイド隊
ネリー
声 - 喜多村英梨
ミナ姫お付のメイド。ミナにぞっこんで、当初はアキラに対して好感情を持っていなかったが、アキラとミナ姫の交歓を目の当たりにし考えを改めた。メイド隊のリーダー格。
仮宮が襲撃された際は、ネーラやネロと異なり武器を用いずに応戦した。銃撃を受けて服が穴だらけ（お尻は丸出し）の状態になっていても気づかずにいたり、少々抜けている時もある。
なお、9巻のおまけ漫画では札震具刃屠（レイジングハート）と書かれたチェーンソーを武器にしている。ただし、本来は『礼』（れい）となる箇所が『札』（ふだ）になってしまっている。
11巻におけるミナの入れ替わりを知った事でネーラ、ネロと共にバンドを出奔。謎の仮面の人物の手引きで脱出する。
ミナの行方を突き止め、ローゼンマンに投降した際にネーラ、ネロ共々「上書き」されてしまうが、パイドパイパーを逆手に取った破壊工作を行い、ななみが持ち込んだDNA培養液で再「上書き」した。アキラとミナを一足先に脱出させた後に何とか脱出した。その後はローゼンマンのおひざ元で【狩り】という名目で同業者（ヴァンパイア）から血を吸って飢えを潤し、その後はヨーロッパ行きの船に乗り込むも実際はエジプト行きであった。なおこのエジプトでも色々と物語があったが割愛されている。
ベルガマスク研究所では一足違いでミナと行き違うが、パイドパイパーの潜伏プログラムを修正する改変プログラムを届けるために活躍した。その後、ネーラ、ネロと共に眠りに就いたヴェラに代わって秘書業務を代行しており、ネリーは政務担当。
ミナに仕える前、ヴァンパイアになりたての頃（1920年代、禁酒法時代のアメリカ出身。A.S.O.時点で120歳）はかなり苦労したらしく、その時の主食はネズミの血であった。また、それが原因なのかは不明だが顕身するとネズミになる。第二部ではその姿を気に入られたのか、明梅の飼いネズミ・ミケにラブコールを受ける。
A.S.O.では、地上への脱出ルートを探すジジたちをネズミの振りして監視していたが、ローゼンマンと遭遇した際に正体を見せた。その後パイプ内を通って地上と渡りを付けた後、ジジたちが取り戻した赤子魂を持ってあんなと共にクレイドルにとんぼ返りした。
ネーラ
声 - 渡辺明乃
ミナ姫お付のメイド。本編での出番は少ないものの、単行本描き下ろしのおまけ漫画やアニメ版の次回予告にあたる「ダンス with the ヴァンパイア メイド」では、ネリー、ネロとともにしばしば主役を務める。
片方の目が長く伸びた前髪で隠れていることが多いが、目そのものが無い訳ではない。武器として大鎌を用いる。
ヴァンパイアになる前は暗殺を生業としており、メイドとしての業務をこなすだけでなく、アルフォンスの元で汚れ仕事を請け負うこともあるが、自分が噛んだ子供に怖がられて凹むなど、結構ナイーヴな所もある。眠りに就いたヴェラに代わって秘書業務を代行しており、ネーラは警備担当。そのためV.G.Sや情報部と関わるが、V.G.Sには人事に関しての口出しを憚られたり、情報部からは「出戻り」呼ばわりされて苦労している。A.S.O.時点で105歳。15巻オマケにて顕身を初披露。小さな蛇となる。
ネロ
声 - 谷井あすか
ミナ姫お付のメイド。腐女子であり（本人曰く「ファスナーはついてない」らしい）、由紀が書くBL小説の熱狂的ファン。頭部にはセンサーが付いている（といっても、「萌え要素」にしか反応しない）。武器として大型のナイフを用いる。
眠りに就いたヴェラに代わって秘書業務を代行しており、ネロは内務担当でメイド隊の統括をしている。実家は爵位持ちの貴族だった。メイド3人の中では若い方で、A.S.O.の時点でも“まだ”65歳。15巻オマケにて顕身を初披露。それまで誰にも見せたことがなかったそうだが、卵の状態から二段階に顕身する能力を見せるも本人には記憶がなくネリーたちも「調子に乗るから黙ってよう」と口裏を合わせている。
セキコ
ネーラ達を取り仕切るメイド長。
元は『クリスティ・ハイテンション』（新谷かおる）に初登場したキャラクターであり、本作品へは逆輸入される形で登場。
『クリスティ・ハイテンション』へ登場した際は体形がふくよかだったが、本作ではスリムになっている。
名前の由来は、キャラクターのデザインを見た新谷の娘が「関取のようだ」と感想を述べたことから。
ヴァンパイアにもかかわらず飴の食べ過ぎで太った猛者。また、飴の味を感じることが出来る（＝糖質を代謝可能である）など、ヴァンパイアとしては非常に特殊な味覚を誇る。
コミックフラッパー付録の『ダンス イン ザ ヴァンパイアバンド公式同人誌』では、機関銃で撃たれた弾を素手で受け止めるという荒業を披露した。なお、本編においてネリーが同様に撃たれることがあったが、その際ネリーは蜂の巣にされており、彼我の実力にはかなりの差がある模様。

##### エヴァーズ一家
ジジ
声 - 大久保藍子
「牙なし」の男児。クララ、あんなとは兄妹だが血縁はない。
もとは黒色人種の平凡な男児だったが、ヴァンパイアに襲われ、自身もヴァンパイアにされた。以来、孤独に過ごしていたが、ミナ姫の政策でヴァンパイアバンドに移り住み、今の両親や妹達と家族になった。
ジジがお兄さん格ではあるが、実年齢としてはあんなが最年長である。
デスゲーム後はアキラと同じ学校の初等部に通っている。ミナの夢の中では、成長して「りりしいお兄さん」な高校生となっていた。
A.S.O.巻末四コマではあんな、クララと共にバンド内の地理に詳しいことを活用して地上への脱出ルートを探索している。12巻では誕生日に呼ばれてトラブルを起こしたピエロがヴァンパイア化して襲撃、家族は殺害され自身もヴァンパイアとなったことが明かされる。そのこともあってピエロにはトラウマがあったが、地上に出るためピエロ姿のローゼンマンと対決し、巨大な姿（ジジ曰く「怪獣」）に顕身して浜を援護しローゼンマンを取り押さえる手柄を挙げる。
クララ
声 - 谷井あすか
「牙なし」の女児。ジジ、あんなとは兄妹だが血縁はない。
もとは白色人種の平凡な女児だったが、ヴァンパイアと化した家族に襲われ、自身もヴァンパイアにされた。以来、孤独に過ごしていたが、ミナ姫の政策でヴァンパイアバンドに移り住み、今の両親や兄妹と家族になった。
バンドの地下で遊ぶことが多いため内部の構造に詳しく、その知識を生かして三支族の刺客に追われるアキラの逃亡を手助けする。
デスゲーム後はアキラと同じ学校の初等部に通っている。ミナの夢の中では、成長して「花のように育った」高校生となっていた。A.S.O.で明らかになったことだが、創作怪談が得意。
A.S.O.巻末四コマではあんな、クララと共にバンド内の地理に詳しいことを活用して地上への脱出ルートを探索している。12巻では祖母の家に遊びに行って帰宅した際にヴァンパイア化した家族に襲われ、自身もヴァンパイアとなったことが明かされる。エヴァーズ家に来るまでは家族というモノにトラウマがあった。ジジから赤子魂の欠片を託され、脱出ルートの開閉スイッチを開けるため大人の姿に顕身した。
あんな
声 - 山口理恵
「牙なし」の女児。ジジ、クララとは兄妹だが血縁はない。
もとは黄色人種の平凡な女児だったが、ヴァンパイアと化した親族に襲われ、自身もヴァンパイアにされた。以来、孤独に過ごしていたが、ミナ姫の政策でヴァンパイアバンドに移り住み、今の両親や兄妹と家族になった。
兄妹では一番小柄だが、実年齢としてはあんなが最年長（アキラよりも年上）であり、読書家。
デスゲーム後はアキラと同じ学校、それもアキラやミナ姫と同じ学級（高等部）に通っている。ミナの夢の中では、成長して「利発そうな」高校生となっていた。バンド内に置かれている警察・特区分署では、留守がちな浜の代わりに留守番を頼まれる事が多い。役職名は「署長代行代理」。
A.S.O.では兄弟で地上への脱出ルート探索をしていたが、ネリーと共にクレイドルに戻るため「パイプ猫（クララの怪談に出てきたキャラ）」や小鳥の様な生き物と複数の姿に顕身してみせた。
ジジ達の母
声 - 宮川美保
ジジ達の「母親」である「牙なし」の女性。ジジ、クララ、あんな達との間に血縁はない。ヴァンパイアと化した夫に襲われ、自身もヴァンパイアにされた。
三支族の刺客に追われるアキラを一時的にかくまう。バンド建設により安住の地と「家族」が出来たことで、ミナ姫に深い感謝の念を抱いている。
バンド内のメディカルセンターで看護師長を務めており、アニメ版ではアキラが獣化出来なかった理由が細胞転化阻害剤の効力によるものだと看破する見識の高さを披露している。
デズモンド・エヴァーズ
ジジ達の「父親」である「牙なし」の男性。子供達との間に血縁はない。バンド内では行政府都市企画室長を務める。
バンドに侵攻したイワノヴによって他の「牙なし」達とともに捕らえられ処刑されかけるが、ミナやアルフォンスらに救われる。その後は地の利を生かして反撃に転じ、イワノヴ撃退の一助となる。
テロメア盟主のバンド支配によって、多くの「牙なし」と共に日本国内のネクロパレス調査・発掘に酷使される。最後の戦いでミナたちを案内するが、崩落に巻き込まれて未帰還となった。
第二部では、地下で出会った「さぶろう」と名乗る男と共に生き残りの「牙なし」三百余名を率いて七年がかりで穴を掘り進めて帰還を果たした。

#### ローゼンマン大公家
真祖の血脈に連なる支族の一つ。北アメリカに施設を有しており、本拠地かは不明だがアマゾン・マナウス西方「チェーンスモーカーズフォレスト」に城を構えている。アニメ版ではサンスーシという名の巨大な船舶を所有している。
第一部以後、正体不明の敵による攻撃を受けており、勢力は減少している。
ローゼンマン
声 - 浜田賢二
三支族の一人。爵位は大公。かつて李やイワノヴと共に反乱を起こし、ルクレツィアを殺害した。左目を眼帯で覆っている。反乱当時は左目が健在だったが、ヴェラに潰された。
他の三支族と共謀し、アキラを殺した者がミナ姫を娶る権利を獲得するというデスゲームを提案・実行するなど陰険な策謀家だが、支族の中では「マシな部類」とは愛蔵版4巻回想編におけるルクレツィアの弁。
ルクレツィア殺害以後、彼も本気でヴァンパイアの未来を憂いて様々な試みを行っていたが、その結果「更なる終末の扉を開いてしまった」と漏らす。アマゾンのネクロパレス、「最初の真祖の女」の発見が関わっているらしく、ミナに子を産ませようとする反面、それをミナに見られる事態となれば「最後の真祖の女」のはずのミナを迷わず抹殺にかかるなど不可解な行動をとる。
またテロメア盟主の出現にも彼のネクロパレス発見が関わっており、テロメアとはかなり密接な連携関係にあった。
テロメアの工作で捕らえたミナに「顕身状態を固定する薬物」を投与して子を産ませようとするが薬物の開発に難航。アンジーの活動により薬物の問題点も解決し、ミナに薬物を投与しようとするもアキラ達の妨害により失敗した上に逃げられてしまう。その後、アキラを助けるために戻ってきたミナをネクロパレスを見られた事で殺害しようとするも今度は元老院たちの襲撃に遭い再度取り逃がしてしまった上に自城も失ってしまった。この時に鎧を装備していたが彼自身が戦うことはなかったためにその戦闘能力は不明。本編ではネクロパレス脱出後以降の登場シーンはないが13巻おまけ漫画でゲルハルトと共にマナウスに潜伏を試みるも、ネリー達が狩りを行ったために大半のヴァンパイアが上書きでミナを主人とする形となり、結局追われる羽目になった。なおこのシーンで精神崩壊を匂わす描写がある。
第二部では偽ミナ（ケティ）に従う「仮面の道化」となっている。ウルフボーイズを圧倒する戦闘力ながら、ケティの命令に従うのみで自己意思は感じられないが、子供と遊んでやるなど行動は丸くなっている。A.S.O.第5巻からの巻末四コマにてバンド内に潜伏して工作活動を行っている様子が描かれている。プロメテウスを強制停止させてから、あんなを人質にして赤子魂を要求したが発奮したジジとクララに出し抜かれて地上に現れて浜や3代目ボーイズと戦いそれまで他者に見せることの無かった顕身態を見せるが最終的に顕身したジジのボディプレスを受けて気を失い捕らえられる。浜との戦い辺りから言葉を発しており、正気を取り戻しつつある様相をみせる。

#### 李大公家
真祖の血脈に連なる支族の一つ。中国に領土を構える。A.S.Oではテロメアと手を結ぶ。大公家および上位者は食料として飼育した人間から血液を喫している。アニメ版では阿房宮という名の巨大な船舶を所有している。
李大公
声 - 武虎
三支族の一人。爵位は大公。普段は口元を扇子で隠しているが、その下には野獣の如きむき出しの牙が隠されており、激昂した際にはそれを顕わにすることもある。デスゲーム終了後は一旦撤退するも、領土内に蔓延したパイド・パイパーの被害を抑えるため、バンドへ亡命した明梅の一族を狙う。
実はまだ存命の母親にして前大公・冰冰に頭を抑えられており、むき出しの牙はそんな環境から起きた顕身の一部。髪の毛を変化させて身を護り武器とする能力がある。支配者には不要と読書すら許されなかったため、興味を持った詩などを聞き取りで覚えるなどしていた。実妹である明梅に対しては家族としての情を感じており、母の命令で番おうとして拒絶されたこともあって、明梅を家の道具にはしたくないという気持ちから初めて母に逆らう。明梅を自身と同格として扱い、彼女の提案も受け入れる度量を見せるも、ヴァンパイア化とパイドパイパーを利用して中国人民全てを支配するという野心を示す。
ミナとの抗争で一度は囚われるも明梅の手で脱出する。しかし、漁夫の利を狙った中国共産党配下の部隊による襲撃と核爆弾による地下宮殿の崩壊。果ては第三次世界大戦の火ぶたを切った人間に、絶望と共に人間を見限る発言をするが巨大な竜として現れた母に明梅ではなく自身こそが道具だったと伝えられ無力なハダカデバネズミに顕身してしまう。しかし、ミナに叱咤されスマホの緊急コード入力を行い場をひっくり返す活躍をした。
「京劇男」
アキラを殺すために李が放った刺客。「京劇男」というのはアキラが仮に呼んだ名前であり、作中で正確な名前は明らかになっていない。
弁髪を結い、顔面に猿のような臉譜を施している。主に青龍刀や鉤爪などの武器を用いるが、蹴り技なども使う。
瞬間移動をしているかのような神出鬼没ぶりでアキラを幻惑する。負傷したアキラを助けて「京劇男」と対峙した浜は「瞬間移動」を複数人によるトリックだと推測したが、「京劇男」は常に同じ所に怪我を負っていたため、アキラは「複数人が入れ替わりで姿を見せてるのであれば怪我の位置が異なるはず」と疑問を持ち、本当に瞬間移動しているのか単なるトリックなのか確証を持てずに幻惑され続ける。
実は双子であり、チームプレイを駆使してあたかも瞬間移動したように見せていた。同じ所に怪我を負っていたのは、「双子は片方が怪我をするともう片方も同じ場所を怪我する」という身体現象を利用したもの。しかし最後にはそこを逆手に取られている。
顕身すると、手の甲から鉤爪の生えたコウモリのような姿の獣人になる。アニメ版では、双子ではなく一人となっており「瞬間移動」も使用しない。また、顕身するとマンドリルのような姿になる。
劉 参事官（りゅう さんじかん）
李大公家の実質的№2を務める大物。配下を引き連れて明梅を追跡しており、彼女を「公主殿下」と呼んだ。暗器を使うほかに「黒い触手」呼ばれる力で接触した対象を操り血を吸う必要なくそこから直接生命力を奪う能力を持つ。京劇男と同じく、様々な実験によって生み出された亜種であり、№2となった今でも冰冰からは出自を理由に蔑まれている。そのことからツェペッシュ公主家に内通し、ミナたちを招き入れる。冰冰に対しては序列によって手を出せないことから由紀を使って弑する。ヴァンパイアバンドに自身の理想郷を見出だし、自らの手で作り上げたいと願うが、正体を現した冰冰に逆らうことが出来ず、ミナによって上書きを施される。冰冰との対決を制した明梅に対して新たに忠誠を誓った。
冰冰（えいえい）
A.S.O.で存在が明かされた先代李家の女大公。600年前にツェペッシュ公主家を超える真祖の子を生み出さんとしたが、その結果生まれたのか現李大公と明梅という双子だったため、次代当主を産むための「保険」として明梅のみを仮死状態で眠らせていた。残った李大公も頭を抑えていたが、明梅を切っ掛けに反発され、劉の触手にコントロールされた由紀に心臓を撃ち抜かれて死亡するが本物の冰冰に操られた依り代に過ぎなかった。
瑞英（ずいえい）
女官頭。影武者だった老婆の死後、冰冰として劉の前に現れるが彼女も依り代に過ぎない。
冰冰・本体
原初の時代に真祖の手でヴァンパイア化した女の生き残り。配下のヴァンパイアは完全に己の耳目・手足として完全制御する能力がある。李家を隠れ蓑に地下で眠りについていたが、中国軍の仕掛けた核爆発に曝されながらも巨大な竜に顕身して現れる。竜の中に取り込んだ明梅に自身の人格を上書きしようとしたが、共に取り込まれていたミナ、アキラ、そして李大公に阻まれる。覚醒し竜身と化した明梅と戦うが、すでに枯れ果てた身体を嵩増しした程度の顕身では逞しく育った明梅には及ばず敗れ滅びる。

#### イワノヴ大公家
真祖の血脈に連なる支族の一つ。ロシアに領土を構える。軍勢を率いてバンドに侵攻するが、イワノヴ自身は戦死。生き残りはベイオウルブズによる掃討戦にさらされるが、№2であるナボコフ将軍が偽ミナの情報を提供したことで降伏に近い形で和睦した。クレムリンという名の巨大な船舶を所有している。
イワノヴが討たれてからはナボコフ将軍を最上位者としてツェペッシュ家とは和睦し、シベリアに作られたコミューンで暮らしていたが、全住民が姿を消す。
イワノヴ
声 - 隈本吉成
三支族の一人。ローゼンマンや李と違い、言葉使いが粗野。十字架を身に着けている。また、外見的にはもっとも年上で老人に近い。
一時期は伝説の怪僧ラスプーチンを名乗り、帝政ロシア、社会主義下のソヴィエトに裏面より影響を与え続けた。
デスゲーム終了後は一旦撤退するも、ミナの顕身に関する情報を掴み巨大船クレムリンをもってバンドへ武力侵攻を仕掛けるが敗北。それでも既に内部に潜入していたクネクネ女の兄弟と融合を果たし、ミナを襲うもそれは偽ミナであった。復讐は果たせずに絶命したが、その際に偽ミナの正体とローゼンマンの計画を見切ったようであった。
顕身すると羊頭の悪魔バフォメットを模したとおぼしき巨大な怪物となる。
「クネクネ女」/「変身女」
声 - 山口理恵
アキラを殺すためにイワノヴが放った刺客。「クネクネ女」というのはアキラが仮に呼んだ名前であり、作中で正確な名前は明らかになっていない。
顕身を操る事により自らの体を自在に変形させる能力を持ち、腕を牙の生えた触手や刃物、棘状に変形させ武器として扱う他、他者の声や顔を真似ることも出来る。女性の姿をしていることが多いが、男性の姿に変化することもあり、本来の性別が「女」であるかは不明。が、後に同じような能力を持つヴァンパイアの少女（外見は少女ではあるが、実際は男か女かは不明）がアキラに「兄の仇」と言ったため、男であったことが判明した。
変身能力による不意打ち以外にも、特にスピードに優れており、彼の攻撃は動体視力に優れたアキラでさえも簡単には見切れなかった。
その正体はイワノヴ家によって人工的に顕身を操る様に造られた新種で「シェイプシフター（可変新種）」と呼称される。
劇中の描写では、アキラが人狼である事を知らされていなかったか、或いはアキラとミナ姫との関係を掴み切れていなかったために、本人にとっても意外な最期を迎える事となった。その後遺体は密かに回収され、『ダイブ イン ザ ヴァンパイアバンド』で再登場する。
アニメ版では、「変身女」とクレジットされている。「真祖の遺産」の情報を得ようとして由紀やミナ姫の姿をとり、アキラを誘惑する。だがミナ姫の姿での狂態が「真祖の遺産」にまつわるアキラのトラウマを刺激し、惨殺される。
ナボコフ将軍
イワノヴ家の重臣。大公家が滅びた後、同胞たちの生存と安寧のため、残存兵力を率いる。
ツェペッシュ家との講和と引き換えに、ミナに関する重大な秘密を伝える。
ナホトカ・ナージェンカ中尉
イワノヴ軍歩兵大隊に所属する女性士官。上官のナボコフ将軍の命によりツェペッシュ家派遣軍に投降、講和の申し出を伝える。

#### その他のヴァンパイア
ヒステリカ
声 - 釘宮理恵
三支族から送り込まれたテロリスト。バンドと日本国民との間に不和を招くために暗躍する。
かつてスペイン風邪で家族を亡くして本人も死にかけたため、ヴェラによりヴァンパイアとなった。以来浅からぬ因縁がある。その当時はフランチェスカと名乗っていたようで、ヴェラからはフランチェスカ、あるいはフランと呼ばれる。
ななみや彦坂の他、多数のヴァンパイアを配下とし、手駒として扱う。
コウモリに似た有翼の獣人に顕身する。
アニメ版では、三支族陣営ではなくテロメアの一員として登場した。
平井星一（ひらい せいいち）
声 - 千葉一伸
アニメ第1話に登場したオリジナルキャラクター。人気の若手俳優。映画版「ブラッディワルツ」の主演を務め、役作りのためと称して片手に長手袋をはめている。実はヴァンパイアで、一般人を襲った際にミナの配下に追われ片腕を切り落とされたために義手を付けており、長手袋はそれを隠すためのもの。
生放送のテレビ番組「アストライアの天秤」にパネリストとして出演した際、ヴァンパイアの女王を名乗って登場したヴェラから執拗に挑発され、怒りを抑えきれずに本性を現した。ヴェラがスタジオに持ち込んだ片腕を奪い返して巨大なカメレオンのような姿に顕身し、更にはミナを襲おうとするも、逆に死ぬように命令を受けてそのまま自害させられる。
この一部始終がほぼそのまま放映されたことで、世間にバンパイアの存在が知られることとなり大騒動になった。
DVD1巻付録のブックレットでは、平井呈一（ブラム・ストーカー『吸血鬼ドラキュラ』の翻訳者）との名前の類似が指摘されている。
テロメアの盟主/ケティ・モーリス
アニメ版から原作に逆輸入されたキャラクター。本名は不明だが、アニメ版の台本では「ミナ2」との記載がある。本人によるとアルファベットや数字の羅列以外で呼ばれた事がないとのことで、第二部で由紀から名づけられた「ケティ・モーリス」を名乗る。
謎の組織テロメアの首領。ミナ姫と瓜二つの姿をしており、ミナの天敵を自称する。
第一部の終盤で差異が判明するが、容姿だけでなくその身体の組成もミナとほぼ同じらしく、人狼のアキラにすら匂いでは区別がつかなかった。それゆえツェペッシュ系のヴァンパイアに対する命令権もミナと同等に持っており、バンドの住人達が彼女かミナのどちらに付き従うかは、本人の意思に委ねられた。
イワノヴや本人の証言によると、ヴァンパイアという種族の歴史を終わらせる存在で、南米スモーカーズフォレストの「ネクロパレス」で発見された《始まりのヴァンパイア》との関連が示唆されているが、現在のところ正体は不明。
バンドがイワノヴに侵攻された際、混乱に乗じて密かにミナを急襲・拉致。秘密裏にミナと入れ替わり、バンドを掌握せんと目論む。事実が発覚した際には自分こそが本物で「200年前にはぐれた際、既に入れ替わっていた」と語る。
第二部にて、再びバンドに姿を現し、赤子魂に関する情報を材料に交渉を持ちかける。牢に移されるもまたもやバンド行政府内のヴァンパイア支配権を奪取し赤子魂争奪戦に参入する。欠片の中では最小のものを手に入れてのち、取引のカタとして由紀を連れ去る。 A.S.O.ではマナウスの地下クレイドルで再会。歴代ツェペッシュの女たちから、世界の趨勢に関わる1人として認められ、パイドパイパーを利用して中国人ヴァンパイアによる100万の軍勢を手に入れるが、李大公家の問題に巻き込まれている間に真祖の手によって軍を奪われる。屈辱に怒り狂うが、李家で由紀がケティを守るために手を汚したと知ると、そうさせてしまった自身に後悔しながら由紀に別れを告げて姿を消す。
第一部最後の地底での戦いでクレイドルが崩壊を始めた際、自らの血の中の異物が原因である、と語っている事から、こちらが偽物であるとも推測できるが、元々ミナ姫の出生には「真祖以外の父から生まれた」という疑惑があり、異物があるのも当然とも言え、入れ替わりの真偽は長らく不明であった。第二部で行われたDNA検査により、入れ替わりが疑われる前から保存されていたミナの髪から採取したDNAと半分だけ一致するとの結果が明らかとなった。
少なくとも真祖の力を持つ事は間違いなく、巨大な鋏を持つ甲殻類の様な姿に顕身する。強大な力を持つが、なんらかの問題があり、力を使いすぎると肉体が崩壊するかの様な症状を見せるが、第二部にて梶川の所持していた赤子魂の欠片を手に入れて以来、特に不調には陥っていない模様。
始まりのヴァンパイア
南米アマゾン・マナウス西方「チェーンスモーカーズフォレスト」の地下空間「ネクロパレス」に眠る初代公主ツェペッシュ最初の女。だが、その肉体は意志を持たずただ生きて眠り続ける。
原始ヴァンパイア
南米アマゾン・マナウス西方「チェーンスモーカーズフォレスト」の地下空間「ネクロパレス」に住み着く種族で地下世界での生活から眼球その物が退化して無くなっている。
地下宮殿の守人である女性と上書きによってローゼンマン配下となった男性がいる。
さぶろう
第二部で登場した人物。地下に取り残された牙なしと協力して地上への道を掘り進めた。「赤子魂（あかみたま）」と呼ばれる不思議な石を所有している。
本名は「甲賀三郎諏訪（こうが さぶろう よりかた）」。およそ千年前、兄二人と共に朝廷の命で若狭国の高懸山の賊退治に駆り出され、ことのほか活躍した。功績が彼1人に行くことを妬んだ兄たちによって三郎は深い穴に落とされて重傷を負うが、そこを当時地底都市・ネクロパレスに暮らしていたヴァンパイア市民に助けられてヴァンパイアとなり、短くない歳月をネクロパレスで過ごす。ふと里心がついて故郷を訪れるが既に見知った人間もおらず、諸国を放浪した後にネクロパレスに戻ると街はもぬけの殻になっていた。
その後、数百年を無人となったネクロパレスで過ごすが、170年前に潜入してきた者を追った際に赤子魂の欠片を手にする。
牙なしたちに協力して地上への道を開いた後は、再び一人地底に戻って暮らしていたが、ミナの名代として訪れた由紀の招聘を受けてヴァンパイアバンドを訪問した。現在において最古のヴァンパイアの一人であり、推定1000歳。古い人間だけあって機械の類は苦手。
梶川弥示郎（かじかわ やじろう）
第二部より登場。ホームレスを装いながら潜伏していたヴァンパイア。元は御休息御庭締戸番（いわゆる公儀御庭番）で密かに来日したアーサーをネクロパレスに案内した。170年前に後述の「二丁拳銃の男（梶川いわく、「影」）」の手でヴァンパイア化し、男の命令でアーサーから赤子魂を奪うため、騙し打ちした。
アーサーには接待の場で豆吉を無礼打ちにしようとしたところを邪魔され、恥をかかされたと思っていた。アーサーを騙し打ちして赤子魂を収めた箱を手に入れるが、中身は既に当時の石動当主にすり替えられており、残っていたのは取りこぼした欠片（小指の爪程度）だけだった。
その失態により、影の男から時期を待つことを命じられ魂の欠片によって170年を生きながらえることになるが、世の移り変わりを受け入れられず「自分の意志では死ぬことすら許されぬ生」を疎んじている。顕身するとヴェラと同じく霧状に変化する。A.S.O.ではバンドに潜入するが、排気ダクトにまで設置されていたセンサーによって発見され捕らえられた。影の男から待つことを命じられた後、自分の子孫を見守っていた。だが東京大空襲で子孫全員を亡くし、現在の虚無的な思考に辿り着いたが、アキラの依頼によって豆吉がたった1人だが生き残って新たな家族を作っていた梶川の曾孫を探し当て、その事実を伝えられて歓喜の涙を流した。その曾孫が臨終を迎えつつあることを知って脱走し、訪れた病院で数10年ぶりの再会を果たす。曾孫の遺したものを守るべくバンドに取って返し、真祖と相対する。赤子魂の欠片を持っていたことでアキラ（旭）や周囲のVGSも真祖相手に戦闘行為が可能となるが苦戦する。真祖をロケット内に押し込めるため内部に残るが、16巻オマケ四コマでは切り離して海に落下したパーツにしがみつく形で生還した模様。

### 地の一族
便宜上、本項では、地の一族の夫人（生物学的には普通の人間）なども併記する。

#### レーゲンドルフ家
ヴォルフガング・レーゲンドルフ
声 - 中田譲治
アキラの父親。人狼騎士団（ベイオウルブス）を率いてツェペッシュ家を守護し、主君を害するものに対しては相手が三支族であろうと刃を向ける。
冷厳ともいえる性格で、アキラが三支族の刺客に狙われた際は、トラウマに囚われたアキラに活を入れるためとはいえ、救出に赴こうとしたベイオウルブスを制止しており、「あの親父は鬼だ」と評された。
一見すると、アキラに対して息子ではなく騎士団の一員として厳しく接しているように思えるが、「親としての本分とは子が自力で生きていける力を身につけさせる事で、そのために子に憎まれようと問題ではない」との本意をミナ姫に吐露している様にかなりの親バカで、アキラの幼少時には縁起を担いで「女装させた姿」を写真に撮ったりしている。
ミナ姫の入れ替わりを知り、イワノヴ領から取って返すが、偽ミナの言質にこれ以上の強硬策はとれぬと権限を元老院に委譲して捕らえられる。監禁された状態でも機を狙い続け、奪還戦の際にはヴェラによって解放されて行政府内側から切り崩した。奪還戦後はスコットの死によって空席となった元老院首座の席に就く。
愛蔵版6-7巻描き下ろしの回想編で、地の一族がヴァンパイアに従属した際、それを良しとせず下野した者たちの末裔という出自であり、ルクレツィアの許に参じたのも過去に交わされた「盟約」によること。A.S.O.ではユウヒが敵方の異形から「原初の狼」と呼ばれており、彼の家系は遺伝子改変を受けずに世代を重ねてきたことが明らかとなっている。
アニメ版では、「アキラが記憶喪失」という背景から、「父と息子」というよりは「上司と部下」としての印象が強い。
アキラの母
アキラとユウヒの母親。日本人。作中で名前は明らかにされていないが「鏑木」は彼女の姓である。石動家と同じく「調停者」と呼ばれた家系だが、その象徴たるものを受け継ぐ者は100年以上前に絶えていると愛蔵版「スレッジハマーの追憶・上巻」描き下ろし分で説明されている。
人狼の子供を2人も産んだ事から身体が弱っており、ヴァンパイアバンドから離れた場所で療養中である。アキラからは度々携帯電話のメールで近況報告を受けている。A.S.O.ではようやく健康も回復したが、夫が世界中を飛び回っているので機嫌が悪いとはユウヒの弁。
ユウヒ
アキラの弟。7歳。顔立ちは母親似で、髪の色は父ヴォルフガングと同じ。
ヴァンパイアバンドから離れた場所で母親と一緒に暮らしていた。兄であるアキラを強く慕い、彼を「おにいちゃま」と呼ぶ。
原作第32話にて、「産まれたばかりの頃の写真」という形で初登場。誕生した当初は持っていないと思われた『人狼の因子』が顕在化したため、ヴォルフによりバンドへと呼び寄せられる（原作第44話）。
どういう訳か、アキラを含めたレーゲンドルフ家にはユウヒの存在・成長を秘匿する傾向があり、ミナ姫ですら近影写真を見せていないという徹底振りである。
第二部では中学生（14歳）になっているはずだが、アキラ（暁）との電話連絡の際に名前が出ただけで未登場だった。A.S.O.にてウルブズ訓練生として登場した。「サンセット」と名乗りN.Yで暮らしていたフィーを迎えに来た。髪を伸ばし少女のような容姿に成長している。人狼の血が出るのが遅かったため同年代はすべてパートナーが決まっており、フィービーと「連理の枝」となる。

#### ウルフボーイズ
人狼騎士団（ベイオウルブス）の精鋭達。狼少年（ウルフボーイズ）と呼ばれ、遊撃隊として活躍する。
レムスとロムルス、リロイとハインリヒ、ヒュンテとカミーユがそれぞれ「連理之枝」としてコンビを組む。ゴートとシンヴァもコンビを組んでいるが「連理之枝」ではない。なお、彼らは「2代目」である。
「スレッジハマーの追憶」でレムスとロムルスは本編の10年前時点でベイオウルブズの一員として所属していたため、20代後半 - 30代前半と思われA.S.O.では2人の息子であるアーロン、キャルが登場している。2代目の彼らは在任期間も長かったが、年長の彼らは「結婚して子供もいる立場なのに、未だにボーイズと呼ばれるのはキツイ」と複雑なものがあったが、第一部終了後は3代目-4代目の編成と共にウルブズの重職に配置換えとなっている。
レムス
声 - 藤本隆行
ウルフボーイズのリーダー的存在。ベイオウルブス内でも高い地位にいるらしく、ウルフボーイズではない一般の団員から隊長と呼ばれる場面もある。「試練の儀」は黒の森だった。ヴォルフに代わってベイオウルブズ司令となる。
ロムルス
声 - こぶしのぶゆき
サーベルの使い手。私服姿の時はサングラスをかけていることが多い。浜の実力を高く評価している。「試練の儀」は黒の森だった。ベイオウルブズ副司令となり、レムスをサポートしている。
リロイ
声 - 宮崎寛務
日本刀による二刀流の使い手。バンダナを付けており顔には大きな傷跡がある。強面で言葉遣いも粗く激情家だが、パンダなどを好む「かわいい物好き」の一面もある。あんなとの出会いがしらに抱きしめて泣かせたことがある。「試練の儀」はアラスカだった。バンド奪還戦の前段階として都下で暴徒に襲われている民間人（ヴァンパイア化しているかどうかは問わずに）救出の際には暴徒たちを人狼化して追い払った。
A.S.O.にも登場し、ユウヒたちを試練の儀に送り出した。この際、先達に散々驚かされたのをやってやろうと覆面をしていたが、ユウヒにはあっさり見破られている。
ハインリヒ
声 - 高橋研二
居合いの使い手。眼鏡をかけている。リロイとは逆に言葉遣いが丁寧で物腰も柔らかいが、コンビとしての息は合っている模様。デスゲームの際はリロイと共に、間接的ではあるがアキラの戦いを手助けした。「試練の儀」はアラスカだった。バンド奪還戦の前段階として都下で暴徒に襲われている民間人（ヴァンパイア化しているかどうかは問わずに）救出の際には暴徒たちを人狼化して追い払った。
A.S.O.にも登場。バンドの警備と企画中のイベント準備を進めているが、風評被害による労働力不足に頭を悩ませている。
ヒュンテ
槍の使い手。狙撃手でもある。聞き取れないほどの小さな声で喋るため作中では基本的に台詞が「……」と表記され、傍らにいる誰かが「ヒュンテは『○○』と言っている」などと改めて発言内容を説明する。
カミーユ
声 - 近藤孝行
盲目の剣士。目は見えないが聴覚や気配を感じ取る能力に優れる。ヒュンテの言葉を聞き取れる数少ない人物の1人。
ゴート
ハルバードによる力強い攻撃を得意とする。シンヴァの元上官。他のメンバーよりも年上。「試練の儀」はタクラマカン砂漠だった。
アニメ版では、第9話で台詞があったにもかかわらずクレジットされていない。
シンヴァ
声 - 赤羽根健治
短刀の使い手。嗅覚に優れる。2代目ウルフボーイズ内では年少であり、他のメンバーをおっさん呼ばわりすることも。「試練の儀」はアイスランドで元々暖かい国の生まれらしく寒がりな所がある。
第二部ではボーイズの古株としてアキラの補佐を務める。ボーイズでも一番小柄だった背は伸びて2メートルを越え、アキラより大きくなった。
アレクシス、ヴァージル、クラウス、ディエゴ、マキシモ、リュカ
第二部で「3代目ウルフボーイズ」として新たに選抜されたメンバー。バンド内に侵入したローゼンマンとの戦いによる負傷で病院送りとなり、A.S.Oで現場に復帰するも入院中にボーイズはユウヒたちに代替わりしていたのを悔しがっていたが、真祖とのバンド防衛戦を経て一皮むけたようで「いい面構えになった」とレムスたちに評価され、四代目となるも、立場的には未だ訓練生であるユウヒたちをサポートするべく復帰した。
ユウヒ
フィー、アーロン、キャルと共に「4代目ウルフボーイズ」となる。詳しくはレーゲンドルフ家を参照。
フィービー・シュローダー / フィー
A.O.Sから登場。N.Yでホールデンと名乗る青年とナーズ向けアイテムの非合法売買をして暮らしていた。出身氏族不明な「名も無き子」と呼ばれる地の一族であり、3歳頃に発見・保護されてからカナダにあった地の一族の隠れ里のひとつ「パック42」で暮らしていたが、作中時期から3か月ほど前にアメリカ審問警察の襲撃を受けて数名の手によって脱出する。アメリカ・カナダ国境にあるセントローレンス河において追跡者に追いつめられた際に人狼の血が発現した結果逃げのびるも、それまでの記憶を失くしている。
ケティによるとタチアナと因縁がある。六城学園に“男子生徒として”編入するが、学校に行った経験がなく、授業を受けるのも初体験。日本語の読み書きは出来るようだが、慣用句や単語は即座に理解できないことが多い。ユウヒ、アーロン、キャルとの4人で「試練の儀」に参加するが、現地のシベリアで全裸に剥かれて送り出された際に「女の子」だったことが判明する。
アーロン、キャル / ケイレブ
A.O.Sから登場。ユウヒと同い年のウルブズ訓練生で「連理の枝」。本部の指令で府中駅までユウヒとフィーを迎えに来た。パック42に家族がおり、フィーの立場を知ってからは接触を拒絶していた。
アーロンはレムスの息子。電子戦を得意とし、キャルと比べると冷静でブレーキ役だが、まだまだ年相応な部分も多い。彼の母と妹は生きていたが、母親は重傷で入院中。妹は重度のPTSDで失語と過呼吸の症状が出ている。
キャルはロムルスの息子。直情型で単純な思考に陥りやすく「失敗しないとミスに気付かない」などとも評されているが、言いたいことは真っ先に口に出す質で美味しいとこを持っていくタイプ。

#### 試練の儀の参加者
アキラ15歳の折、共にシベリアで試練の儀に参加した少年達。本来はアキラと共にミナの側近くを守る親衛隊（3代目ウルフボーイズ）を育てるべく集められたが、悲劇的な末路を辿った。各キャラクターの名前の由来は、三原順の漫画『はみだしっ子』の登場人物から。
アンヘル・アーベナント
褐色の肌をもつ美少年。連理之枝と呼ばれるパートナーシップで幼くしてアキラの相棒となる。作中ではアンジーと呼ばれることが多い。
地の一族元老院情報室からミナの護衛に転任して来た。気配を消しての潜入行動が得意。
見た目が完全な女性のため、彼を知らない人達は女性と勘違いしていた。自然と女性っぽい仕草をするため、試練の儀を遂行する際に彼の裸を見たアキラ・グレアム・サーニン全員を色々な意味で困らせた。
テロメアに寝返り、情報室所属という立場を利用してバンドや三支族に対する様々な工作活動を行う。工作活動の発覚後に行方をくらますが、その直前にユウヒによって喉へ痛手を負わされており、喋れなくなったため、しばらくの間、人工声帯を使用している（正確には聞き取り難いだけで発声は可能）。
ローゼンマンにはイワノヴが開発した可変新種に関する情報を渡し、顕身固定の薬物の開発を促進させた。クレイドルで祖父であるスコットと別れた後、バンドを奪還され、タチアナと共に落ちのびた偽ミナと姿を消す。第二部でもテロメアのメンバーとして登場するが、女装している。実は試練の儀の最中にサーニンとタチアナの接触する場面を目撃していた。タチアナにアキラ殺害を吹き込まれたサーニンに身を捧げることで一度は翻意させるが、グレアムを引き込んで目的を遂げようとしたサーニンを激情のまま己の牙に掛ける。テロメアに走ったのはタチアナを追うためであり、シベリアでの悶着を経て一族の、アキラの元に帰還する。厳密な沙汰は追って下される形であろうがタチアナの爪によって負傷しており、アキラたちが出発するより先んじて後送されていった。真祖とのバンド防衛戦においてケガも完治していない状態で参加した。
グレアム・リンドグレン
アキラやアンジーらと共に試練の儀へ参加した少年。ぶっきらぼうな性格をしている。
試練の儀の遂行中に徐々にアキラ達と打ち解けるが、完遂前に死亡する。彼の死は後々までアキラの心に傷を残すこととなった。
父方のリンドグレン家はツェペッシュ公主家に仕えているが、母方の血筋はローゼンマン配下であるフリードマン家の遠縁に連なる。その流れでアキラを害することを望まれるが、打ち解けたアキラを手に掛ける真似などできず、任務失敗の連絡の直後にサーニンとアンジーの軋轢を庇ったのが死の真相だった。
サーニン・ユモレスク
アキラやアンジーらと共に試練の儀へ参加した少年。くだけた性格をしているが、家族を亡くした寂しさの裏返しな部分があった。
相手の背後に回り尻尾をつかむ「尻尾とり」という遊びが得意。
試練の儀の遂行中はムードメーカー的役割を果たすが、完遂前に消息不明となり、数年後にボロボロの変わり果てた姿でアキラの前に現われることになる。テロメアから投与された薬物による暴走状態で大暴れするが、アキラの手に掛かって死亡した。試練の儀当時、行方不明となっていたタチアナと再会してアキラの暗殺を示唆される。一度はアンジーの身体を張った説得で翻意するも、連理の枝であるグレアムに共犯を持ち掛けたことでアンジーの牙に掛かったのが事の真相だった。

#### ユモレスク家
武門として名高く、かつてイワノヴ家に仕えていたが、「ワルシャワの大粛清」の際にツェペッシュ公主家へと寝返ったため遺恨を残し、サーニンを除く当主一家が皆殺しにされるという悲劇に見舞われた（ただし長女タチアナは後に生還）。
タチアナ・ユモレスク
サーニンの姉。家名存続のために心を病んだ母の姿を間近で見続けていたため、そのような犠牲の上に成り立つ地の一族とヴァンパイアの社会に対し強い嫌悪感を抱く。
両親と共に乗った小型機の墜落事故で死亡したものと思われていた。実は、小型機の墜落はイワノヴ家による撃墜であり、生きのびた本人も虜囚とされていた。それから機をうかがい、李大公家領内まで逃亡し、少数民族ヴァンパイアの村に匿われる。李大公家による防疫名目の殺戮から逃れるべく、明梅（ミンメイ）たち生活を共にしていた21人を連れてバンドへ亡命してくる。
本作では、人狼化できるのは地の一族の男性のみという設定になっており、肉体的には普通の人間だとされていたが、バンド奪還戦の最中、アキラ（旭）に対して腕を獣化させていた事から、人狼としての能力を持っていることが判明。A.S.O.では先祖返りによる「原初の狼」であり、アキラ同様にヴァンパイアウイルスによって終末の狼・フェンリルとなっている。
明梅を確保せんとしていたが、失敗。諏訪のクレイドルにて顕身による限界を起こした偽ミナを救出してアンジーと共に姿を消した。
A.S.O.にも登場。第一部終了後から李大公家に送り込まれていたが、上海で起きたヴァンパイアパンデミックを抑える方法としてパイドパイパーの制御法を提供したことで同盟関係を締結。現在は休暇扱いで個人的にフィーを追っている。地の一族の一面的な事情を語ってフィーを取り込もうとするも、複数の偽証が発覚した結果失敗する。異形の獣まで含めた巴戦にケリを付けようとしたが、ウサギ仮面の少女が起こした転移に巻き込まれて姿を消す。
フィーに執着するのも「貴重な人狼の女子」というだけとも思えない様子だったが、詳しい事情は不明。
ユモレスク夫人
タチアナとサーニンの母親。ユモレスク家の跡継ぎたる人狼の男児を産むことを期待されていたが、第一子のタチアナが女児で、第二子の男児がすぐに死別したため、狼の姿となった夫と交合することで確実に人狼の男児を産むこととなった。
予備知識が無かったのか、人狼の母となるには心が弱かったのかは不明だが、獣の姿で生まれた第三子サーニンを見て、心が砕けてしまい、狼の縫いぐるみを溺愛するようになる。
夫や娘と共に小型機に乗り旅行中、イワノヴ家によるミサイル狙撃で死亡した。

#### 元老院
地の一族の長老たちであり、アキラやユウヒはごく普通に接しているが、遊撃隊含め他の若手からは敬遠されている。
その理由は訓練と称して平気で骨を折る様な真似をするからだが、その実、自分の子や孫を戦で亡くしており、リロイたちに「長生きなんぞしても心配事が増えるだけ」とこぼしている。「ワルシャワの大粛清」以来の戦場をくぐり抜けた猛者揃いで、剣に固執する事無く「叩く、砕く、なぎ払う」の力技で敵を圧倒する。
彼らはミナの母・ルクレツィアより「薔薇の口づけ」を授かっており、年齢も（大雑把に言うと）四百歳を越える。揃いも揃って女好きの集団で（本人たち曰く、「英雄色を好む」）その方面に関してはデリカシーというモノが無い。
ネクロパレスでの戦いでローゼンマン部隊相手に奮闘するも全員が戦死した。A.S.O.にて南米を訪れたアキラによってスコットの大弓が回収されている。
A.S.O.12巻描き下ろしの特別編で「初代ウルフボーイズ」だったことが明かされた。10代当時は問題児の集団で、ルクレツィアの許へ行儀見習いに出されたが、悪さをした際の言い訳の法螺がひどすぎたのがチーム名の由来。
スコット卿
元老院の長。アンジーの祖父。数百年以上ツェペッシュ家に仕えている。
エルネスト卿、エドワード卿、コナリー卿、アントニオ卿
元老院メンバー。スコット卿と同年代のお歴々。スコット含め全員の年齢を足すと「イエス・キリストより長生き（2000歳以上？）」らしい。

#### その他の地の一族
ビアンカ
キャルの母親。キャルの弟を身籠っていたが、審問警察の襲撃からフィーを連れて脱出する。セントローレンス河を渡河中に氷を踏み抜いてしまい、フィーだけをアメリカ側に送り出す。フィーが部分的に思い出した記憶によって捜索が行われ遺体が回収された。厳冬で水温がさして上がらずにいたことが幸いして遺体はほとんど腐敗しておらず、胎内で仮死状態だったキャルの弟も無事蘇生している。
ロナルド
グレアムの伯父でリンドグレン家の係累。かつて試練の義に赴いたグレアムにアキラを暗殺するよう示唆していた。アキラとアンジーから問い詰められるが、内通していた異形の獣が撒いた腐食性ガスに包まれて亡くなる。
コーディ
戦士長。シベリアから帰還するために呼んだオスプレイのパイロット。ユウヒたちを引率していたが、ミナやアキラの乗った機体が撃墜されて李家に連行されていったことからユウヒたちを引き連れて救出ミッションを開始する。ミナたちの機体は彼の相棒であった連理の枝が操縦していたが撃墜時に戦死した。
バロナス
ウルブズの強行緊急救命部隊『ジェヴォーダンズ』隊長。26歳。強面揃いの中でもX字の向こう傷がある。仲間内でも「顔が怖い」と言われているが、子供には目じりの下がるフェミニストで勇敢な者は男女の別なく賞賛する正直者。メイフラワー住民をバンドに送り届けるのに同行。ウルブズの訓練場に「アキラはどこだ」と乗り込んできたが、実は以前から知り合いで仲が良い。絶賛嫁募集中でジェシカを狙っている。その見た目からスージーは40過ぎと思っていたが、すっかり友達枠となったジェヴォーダンズ隊員から実年齢と8歳時の画像を見せられて驚愕していた。

#### 三支族陣営の「地の一族」とその他
ゲルハルト・フリードマン
ローゼンマンの配下で警備担当者。バンド来島時、行政府ビル内部の不穏な動きを察知し、ミナ姫と会談中のローゼンマンに撤退を進言するが却下される。グレアムの遠縁に当たる。
後に、一隊を率いて、ニューヨークに潜伏するミナ姫を捕える。ネクロパレスでの戦いではスコットの強弓からローゼンマンをかばって右腕を失うも主君を守って落ちのびるもマナウス以降は生死不明。
隊長（仮）
アメリカ自由教会の組織する私兵団「審問警察」のN.Y隊々長。元々はローゼンマン旗下の人狼だったがローゼンマン家が壊滅したことで旗を変えた。フィーとユウヒを追いつめるが、合流したベイオウルブスに捕らえられる。
名称不明 / ブー
シベリアにて異形の獣の1体に支配されていた元イワノヴ傘下の「ガルガンチュワ」の1人。ガルガンチュワの中では理性的なタイプで捕らえられたユウヒを庇い手助けした。ユウヒを助けるために雪崩に巻き込まれるが生存しており、李家に襲われたユウヒたちを助けたのち共に行動する。言葉は話せないようだがユウヒに懐いており、アーロンやキャルをおちょくるという一面もある。からかった時に口をとがらせて出す音から「ブー」と呼ばれるようになる。
獣人夫婦（仮）
李家領内の収容所内にいた夫婦。所長がケティに対する反発で由紀を狙い駆り出された。アキラとの戦闘となるが、獣化した姿は夫が「猿」、妻が「狐（もしくはジャッカル）」というタイプ。息子（宝児（バオルー、子供を意味する愛称）と呼称）が人質とされていたが、ミナたちによって救い出され、それによって恩義を感じてアキラを「黒狼公」と呼んで付き従っている様子が描かれている。

### 人間
便宜上、本項では、初登場時には人間であったが後に人間ではなくなったキャラクターなども併記する。

#### 私立六城学園関係者
作中でアキラ（暁）、由紀（後にジジ、クララ、あんな、ユウヒ）が通っている学校。その実態は将来的なバンド建設と牙なしの子弟たちに人間社会との交流の場を与える事を目的としてミナが設立した学校だった。その事実が明らかとなって以降も自主退学者はほとんど出ていないが、学費が他の私立校の5分の1という低額な上、生徒たちの保護者のほとんどがバンド建設のために集められた技術者・労働者であり、バンド建設の過程で多くの牙なしを始めとしたヴァンパイアと交流済みだったことが愛蔵版「スレッジハマーの追憶・上巻」収録の同人誌「schooldays」にて説明されている。
A.S.O.ではバンド水没によるクレイドルとの連絡途絶の際、文化祭の準備期間で学校にいた者が相当数いたことが判明している。
ヴァンパイアが通う事を前提としていながらミッション系という皮肉の利いた学校である。
久世僚平（くぜ りょうへい）
声 - 千葉進歩
アキラの同級生で幼馴染。学校では生徒会役員を務める。当初はミナの存在に反発し、彼女と行動を共にするアキラをも「向こう側」の者と見て忌避する。結局は、ジャン・マレイによって仲間達が襲われ、ミナに助けを求めて気絶する。
後に、アンジーの仲介によってアキラと和解するも、ヴァンパイアバンドへは隔意を残しており、「現代日本の平均的な高校生」としての尺度で批判的な物言いをする。実はバンド建設の作業員だった父親が事故で入院しており、公主家からの見舞金や学費免除といった優遇措置を受けていて、そんな恵まれた状況に甘んじた反発だったことをミナに吐露している。
アンジーの手でバンドに対するサボタージュの駒として利用される。A.S.O.ではバンドの地上部分に入植した人間側コミュニティのまとめ役となっている。真祖とのバンド防衛戦においてヴァンパイア市民の地上脱出のフォローを要請されコミュニティの人間たちを説得した。ゾネンフェルドからは交換条件も提示されていたようだが、16巻オマケ四コマでは「一緒に漫画を読んで」おり、ゾネンフェルドからも「これで良いの?」と問われていた。
東雲ななみ（しののめ ななみ）
声 - 伊藤静
人間→ヴァンパイア
アキラや由紀が通う高校の生徒会長。当初は自分達の学校に編入してきたミナに反発し、ジャン・マレイに利用され、ヴァンパイアになる。なお、ヴァンパイアになってからは、髪の色素が薄くなった。
ジャン・マレイの死後は、ユヅルへの恋心を利用され、ヒステリカの手駒にされるが、ミナの策によりヒステリカの支配から解き放たれた。以後はミナ姫付きのメイドとしてネリー等と共に働く傍ら、学校にも再び通っている。ネロに言わせれば、『眼鏡で巨乳で生徒会長のトリプル・リーチ（後に年下の彼氏であるユヅルの存在もあって『神』に昇格（？））』らしい。
パイド・パイパーの事件の際、彼女も感染していたのだが、通常の検査では発見できない「ステルスタイプ」でタイミングをズラされて発症。バンド地下にある「施設」を内部から破壊しようとしたが、ミナの命令によりユヅルによって高所から突き落とされる。その後の生死は不明だったが、12巻で落下防止用の構造材に引っかかって一命を取り留め「ある人物（第一部終盤でアルフォンスと判明）」の手当てを受けた後に指示とバックアップを受けて「仮面の人物」としてミナ姫救出のため隠密活動していた事が明らかとなる。アマゾンのローゼンマン居城においてミナ姫脱出を成功させた後、ユヅルと再開。手に手を取って何処かへ脱出、しばらく行方不明であったが、コロンビアのガルシア大統領の庇護の元、南米を脱出してバンドに帰還。ミナ姫と再会を果たした。
第二部ではミナが卒業するのと同時に退いた理事長職を引き継ぎ「二代目理事長」となっている。
なお「料理は『独創』」と言い、ユヅル曰く「時々凄い料理を作る」らしい。
ユヅル
声 - 伊藤実華
人間→ヴァンパイア
ななみの幼馴染の少年。隣家同士で幼少時から何かと世話になっているななみを「お姉ちゃん」と呼んで慕う。
ミナによりななみが救い出された後、彼女と共に生きるために自ら望んでヴァンパイアになる。以後はバンドに居住し、ななみに従属する形式をとりながら、年下の彼氏となる。
当初はミナに恩義を寄せていたが、バンドを守るための苦渋の決断とはいえ、ミナの命令でななみを手に掛けてしまう（ユヅルの主人はななみで、更にそのななみの主人はミナであるため、ヴァンパイアのヒエラルキーによって拒むことが出来なかった）。その後はミナに失望し、アンジーと共に姿をくらましていたがローゼンマン配下としてミナの前に姿を現す。その際に顕身したミナの攻撃を受け止めている。しかし、これはななみを失った事から自暴自棄になっている事が原因。そのためかローゼンマン側に上書きされた描写が特にない。「仮面の人物」としてローゼンマン城に潜入していたななみと再会し、別ルートで脱出、後にななみと共にバンドに帰還した。
第二部では、学園理事長となったななみの秘書をしている。正式に結婚したようで、A.S.O.では東雲姓を名乗っている。
ユ「ズ」ルではなくユ「ヅ」ルが正しい表記。
アニメ版では、プールにて水着姿のメイド隊に物理的に挟まれ赤面していたが、本人はいたってななみ一筋である。また、第10話の「ダンス ウィズ ザ ヴァンパイアメイド」にて、13歳であることが語られている（第二部では20歳になっている）。
彦坂（ひこさか）
声 - 市来光弘
人間→ヴァンパイア
アキラの同級生。「ヒコ」というあだ名で呼ばれることが多い。ミナ姫やアキラと少し会話を交わしたというだけの理由で、他の生徒に暴力を振るわれた。
力を欲してヴァンパイアになり、ジャン・マレイやヒステリカの下を転々とするが、結局は捨て石扱いに過ぎず、ヴァンパイアとなった自分自身に絶望。最期は説得するアキラの目前で自ら体内に埋め込まれた自爆装置を起動し、爆死する。
シスター・ローラ
声 - 鴨ノ宮ゆう
アキラ達が通う学校の教師兼シスター。作中で数学の授業を担当している場面がある。アキラの要請を受け、学内で暗躍するヴァンパイアから生徒を守るための避難所として礼拝堂を提供する。礼拝堂が襲撃された際には襲ってきたヴァンパイアに噛まれたが、その後抗体ワクチンを投与された模様。
西条崇（さいじょう たかし）
声 - 一条和矢
アニメ版オリジナルキャラクター。生徒会副会長。制服を着崩していることが多い。生徒会がアキラを捕える計画を立てた際、アキラを捕えた生徒が所属するクラスや部活に特別予算を配布することを校内放送で宣言し、一般生徒を嗾けた。反面、生徒会の味方についたアキラを快く受け入れるが、正体はテロメアの一員。教会でのジャン・マレイとの戦闘に乗じてミナを殺害しようとする。

#### 日本政府関係者
後藤・ジョゼフィン・玲子（ごとう・ジョゼフィン・れいこ）
特区監督庁参事官。日本政府とバンド間との交渉を務める。浜警部の上司。
アメリカ人ジャーナリスト「ジョナス・エデルマン」と日本人の母親のハーフ。ヴァンパイアバンドにおける暗闘で死亡したニコル・エデルマンとは双子の姉妹だが、本人は「両親の離婚により別離して以来20年間交流はなかった」と称している。ただし、石動議員は「ニコルのことでヴァンパイアバンドに含むところがある」と見ている。石動議員の一人娘を母にもつ実の孫であるが、幼い頃両親が離婚。その後母が再婚したため、祖父とは違う姓を名乗ることになった。
官僚としては有能だが、くぐってきた修羅場の違いゆえか、ミナ姫や浜警部に作戦面で一本取られることもある。
浜いわく、「調停者」と呼ばれる立場の家系。
ヴァンパイア騒動に際して他の官僚たちの右往左往振りをたしなめるが、逆に己の無為無策と当事者責任を問われ「しょせん祖父の七光り」、「ミナの使い走り」とまで酷評されて締め出される。が、ミナ姫帰還を機に繰り広げられる惨状に終止符を打つべく決起、ベイオウルブズの力を借りて暴動を制圧すると同時に動乱を画策した黒幕を追いつめた。だがそれは意外な人物であった。
動乱終結後、反乱行為の責を問われて特区監督庁を辞職。引退した祖父の地盤を引き継ぎ政治家を志す。第二部では特区担当大臣に就任している。A.S.O.では、『スレッジ・ハマーの追憶』の後に浜と結婚。娘・ニコルを儲けていたことが明らかとなる。真祖との決戦を前にして政府内人事の刷新を行った結果として総理大臣に就任した。
ミナの夢の中ではミナが通う高校の学年主任で、古典教師であるアキラ（暁）の上司。ミナからは煙たがられているが、平警官である浜と交際していると聞いて驚かれていた。
石動 豊（いするぎ ゆたか）
声 - 丸山詠二
与党現主流派の大物議員。政府内に大きな影響力を持つ。後藤参事官の実の祖父。バンドに対しては打算的ながらも一応は友好的な素振りを見せていたが、イワノヴがバンドへ侵攻して来た際は、ミナへ危険を告げようとした後藤参事官を拘束するなど不穏な行動も取っている。
浜いわく、「調停者」と呼ばれる存在。石動家の18代目当主。本来なら事態の収束に尽力すべきヴァンパイア騒動を傍観し、事態の悪化を加速させる。
第一部終盤で彼こそが騒動の黒幕であり、偽ミナ姫から譲渡されたパイド・パイパーの制御装置を用いて都下に混乱を招いていた事が後藤によって暴かれるが、逮捕直後に昏倒。事が敗れた際に秘密を守るため、自分自身にもパイド・パイパーを投与していた。第二部にてケティとの取引でナノマシンによる意識封鎖を解除され覚醒する。如何なる意図、野望があって、この陰謀を巡らせたのか長らく不明のままであったが、愛蔵版「スレッジハマーの追憶・上巻」描き下ろし分によると少年時代に長崎で被爆して祖父を亡くしており、それが外国人に対する隔意の原因となっていた。
浜 誠児（はま せいじ）
ヴァンパイアがバンド外へ出没する事件を調査するために警視庁から派遣された捜査官。階級は警部補。後に警部へ昇進し、警視庁特区分署の署長代行を務めるようになる。ただし分署はほぼ開店休業状態であり（署員は浜一人だけ）、署長代行の浜も署を留守にしていることが多い。料理が得意で、アキラと料理談義を交わすことも。
ナバホと日本人のハーフ。普段は飄々としているが、軍人だった父は戦死、馴れぬ居留地暮らしで心を病んだ母が自殺、そして唯一残った肉親である伯父もならず者に殺されて亡くしている。18歳でアメリカ陸軍に入隊。レンジャーを経てデルタフォースへの所属経験があり、除隊後は「スレッジハマー」と呼ばれた傭兵で高い戦闘能力の持ち主。その実力は京劇男を軽くあしらうほど。実はローゼンマン大公家から派遣されたエージェントで常人を越えた能力の持ち主だが、本人いわく「ヴァンパイアじゃないし、人狼ともちょっと違う」とのこと。実際変身時は本人が言う通り、人狼寄りではあるが全く別の姿になっている。この能力自体、生まれつきではなく「ある取引によって後天的に手に入れたモノ」で現在も身体機能を調整するための薬は手放せない。
デスゲームにおいて、ローゼンマン側の刺客としてアキラ（暁）と戦うが、負けを認めて投降。以後はツェペッシュ公主家側の協力者となる。
ミナとはちょっとした因縁があるが、本人はその事を気にとめていない。傭兵時代のコネで米軍やCIAなどにも顔が利く（各方面にかなりの《貸し》がある）。
ミナの夢の中では、一介の巡査だった。
『スレッジ・ハマーの追憶』では主人公。本編より10年ほど前、デルタ所属時（当時は上級曹長）、中東にて命令撤回された要人救出作戦を強行。そのことで上層部に睨まれる。チャーチの勧めで軍を退役し、傭兵という名目で南米・コロンビアの麻薬カルテル撲滅作戦に参加した。ガルシア大臣の娘・エリーが攫われた際に傭兵としての立場を利用して救出作戦を敢行。エリーは無事救出したが、自身はカルテルメンバーの拷問を受ける。
オーティスやチャーチによって救出された際には四肢を失い、目や耳も潰され、生きているのが不思議な状態であったが、その生命力に目を付けたローゼンマン大公家のエージェントとの取引で新型の獣人試作体となる。
第一部のバンド奪還戦以後、玲子とは距離を置いていたが、彼女が狙われたことで再び動くこととなる。反ヴァンパイア結社との戦いの中、身体機能の制御限界を迎えるが辛うじて生き延び、ベルガマスク研究所において療養中。A.S.O.では、玲子と結婚。長女・ニコルを儲けていたことが明らかとなり、治療が終了してから2年かけて反ヴァンパイア結社の独立活動するセルの殲滅を行っていた。真祖の来襲に際しては、ミナやアキラ（暁）の不在という状況から指揮権を移譲される。
ニコル
浜と玲子の間に生まれた娘。富士見たちとの遊びの延長としてだが、いざ危険に遭遇した際のフェイルセーフも叩きこまれている。
溝口勝一（みぞぐち かついち）
声 - 浦山迅
特区担当大臣。与党旧主流派に属する中堅議員で、かつては次期幹事長の最有力候補とも言われた辣腕政治家。
与党現政権に対する旧主流派からの牽制役として、バンドの活動をも阻害してくるが、海千山千のヴァンパイアを相手どるには力不足であった。浜の部隊を誤情報で死地に追いやり、救援のための回収部隊もよこさなかった事も負い目となっており、玲子が命を狙われた際には浜の提案によって便宜を図っている。
A.S.O.では玲子の事務所に甥を送り込んでいるが、どれだけ危険な職場か伝えていないなど手落ちがある。
アニメでは総理大臣で、しんやを盾にミナに脅迫され、バンド承認を余儀なくされる。
溝口しんや（みぞぐち しんや）
溝口勝一の孫。5歳。祖父である勝一とバンドとの対立に巻き込まれる。取引材料としてネーラにヴァンパイア化され、バンドに収容されるが取引が成立した時点で抗体ワクチンを投与されて帰された。
溝口こういち（みぞぐち こういち）
溝口しんやの父親。作中では溝口しんやの口から名前が語られるだけで本人は未登場。アニメではしんやの母親と共に僅かながら出番がある。
溝口の甥（仮）
A.S.O.で玲子の事務所に送り込まれた青年。あくまで政治家一族の一員として経歴稼ぎが目的で、職務上必要と渡された資料もろくに読んでおらず、仕事に対してのやる気が見受けられない。認識も甘く、後藤が冗談抜きで命を狙うテロリストに襲われると「日本でこんなことあり得ない」とビビっているほか、入ってくる情報に大げさにかつ頓珍漢な反応をして富士見に突っ込まれている。
西原（にしはら）
東京都知事。
極右（に見せかけたポピュリスト）かつ排外主義者で、ヴァンパイア騒動に際してバンドの即時退去を要求、「何を遠慮することがある、奴ら人間じゃない」とまで放言し、市民の憎悪と敵意に油を注ぐ。支持者以外には「軍国少年くずれ」と揶揄されており「一度も投票した事が無い」と言いはなつ者もいる。
この発言以後、東京は自警団による検問・リンチ、そして「ヴァンパイア狩り」が横行し、放火や誤認殺人が多発する非常事態となった。
第二部では内閣総理大臣に就任。都知事時代に行ったことに悪びれる事も無く「自身の任期を全うする事」を望んでいる。ミナからは損得だけで動く分扱いやすいと評されるが、西原もそのある種の「信用」を得るために己の利益第一を明言した節があったが、真祖との決戦に対する要請をパフォーマンスと捉えて拒否していたため閣僚中枢もろとも処分された。
神林（かんばやし）、中嶋（なかじま）、前田（まえだ）、熊沢（くまざわ）
若手議員の中でもミナたちヴァンパイアに対しての警戒心を維持しているが、年功序列の問題から役職からは遠かった者たち。ミナ姫の振るった大ナタによって新内閣の実務役として抜擢される。

#### その他の人間
ニコル・エデルマン
声 - 兒玉彩伽
人間→ヴァンパイア
CNNのキャスター。バンドを取材するために来日する。後藤参事官とは生き別れた双子の姉妹。ミナ姫暗殺を企てるヴァンパイアに協力して自らもヴァンパイアとなる。体内に爆弾を隠し持ちミナ姫に近付くも、実行直前でアキラとヴェラによって阻止され死亡する。
バンドを取材するために集まっていたメディアはヴァンパイアの存在に懐疑的だったが、死亡して灰となったニコルを目の当たりにし、その実在を信じざるを得なくなった。
「スレッジハマーの追憶」において、ジャーナリストであった父・ジョナスの後を継いでヴァンパイアに関する情報を収集しており、調査の過程でテロメアに入っていた。アメリカで玲子のふりをして浜に近付いたことがあった。だが、ローゼンマン側が勘繰った様な思惑があった訳ではなく、己の半身とも言える玲子を救った浜に惹かれていた。ミナ暗殺の件も誤情報によって出撃した浜の部隊が壊滅、救援に向かった浜も死んだと思ったからだった。
ユヅルの母
ユヅルの母親。デイトレーダーとしての仕事が忙しく、家庭をあまり顧みない。ユヅルがヴァンパイア絡みの事件に巻き込まれた際も対応をバンド側に任せたきりだった。
シゲル
人間→ヴァンパイア。本名不明で、通称シゲ。ネットカフェ難民。
ネット上で、「バンドに行けば、ヴァンパイアにしてもらえて、派遣よりも安楽に暮らせる」という出所不明の噂が流れ、バンド周辺の共同管理区域はネットカフェ難民・失業者・ホームレスらヴァンパイア志願者がたむろする「派遣村」と化した。シゲルもその一人で、漠然とだがリーダー格。
イワノヴのバンド襲撃に便乗して明梅を襲った李大公家の兵により重傷を負う。明梅の手でヴァンパイア化する事によって延命し、仲間たちと共に都内の地下道に潜伏していたが、彼らもパイド・パイパーに感染していた。
A.S.O.でも明梅と行動を共にしている。明梅の身元が明らかになったことで李家系統では最上位に近いヴァンパイアであることが判明した。
ジェシカ・ハーリン
ニューヨークに住む場末のストリッパー。23歳。ローゼンマンの元から逃れ行き倒れ寸前となっていたミナと偶然出会い、彼女を自宅にかくまう。ミナの正体に気付いた際に「娘が成長するまでは働けるようにヴァンパイアになれないか？」と持ちかけるが、「その娘が年老いて亡くなる時になっても自分は今と変わらぬままだ」と諭されて諦めた。
A.S.O.では30歳。ヴァンパイアとの対立を表明したアメリカから対象者を逃がす「地下鉄道組織」に参加している。その後ヴァンパイア化した夫婦から預かった赤ん坊と共にペンシルバニア州の田舎町メイフラワーに移り住むが、ヴァンパイアの襲撃に遭う。
スージー・ハーリン
ジェシカの娘。年端のいかない幼い少女。A.S.O.では10歳ほどに成長している。大変利発な子で、母のジェシカからも「あんたホントにあたしの子?」と言われている。中々に豪胆で、強面揃いのジェヴォーダンズ隊員とも茶飲み友達になっている。
Mr.チャーチ
CIA南米担当のケースオフィサー。浜が米軍退役後の傭兵時代に従事した麻薬カルテル撲滅作戦で知り合い、彼に大きな借りを作った。それが縁でアキラのミナ姫奪還に協力、ローゼンマンの本拠地チェーンスモーカーズフォレストの在処を伝える。
渡辺タカフミ（わたなべ たかふみ）
広告デザイン事務所を営むデザイナー。妻が少女時代にミナと出会っており、その縁で特区関係の仕事（最初に依頼されたのは特区公表のためのパンフレット）をしている。
ヴァンパイアに襲われてヴァンパイア化してしまった隣の木村一家をかくまうが、今度は渡辺家が隣人や自警団に目をつけられる（前述の特区関連の仕事で経済的に安定していた事も妬みを買った）。
渡辺智恵美（わたなべ ちえみ）
幼なじみだった渡辺タカフミの妻で一児の母。少女時代にお忍びで来日したミナ姫と知り合い、友人となる。
その縁もあってヴァンパイアに対しては好意的であり、ヴァンパイア化してしまった隣人一家をかくまうが、周囲の疑念の目に晒されることとなってしまった。
暴徒の少年に刺されるが、アキラ（暁）に救助される。傷は重く、生命の危機に晒されたが、ミナより「薔薇の口づけ」を授かり峠を越える。
木村一家（きむらいっか）
人間→ヴァンパイア。
パイドパイパーによって東京都下にばらまかれた吸血鬼に襲われ、一家三人全員がヴァンパイア化してしまう。隣家の渡辺家に匿われるが、吸血衝動を疑われた際に自ら牙を抜いた。その後、自警団に襲われるがあわやというところで帰還したミナ指揮下のベイオウルブズに救出される。「スレッジ・ハマーの追憶」でバンドに移り、無事に暮らしているとの手紙が渡辺夫妻に届けられた。
「老人」
本名不明。ミナからは「ドクトル・ファウスト」と呼ばれる（彼自身もミナを「メフィスト・フェレス」と呼ぶ）。バンドへの終身通行許可権限を持つ唯一の「人間」。かつてナチスドイツの下で数々の人体実験を行い、戦後は戦犯とされた元医師。
身分を捨てて逃亡し国外に潜伏するも、結局は正体が露見。その逃避行の中でミナに救われる。ミナの庇護の下でバンドの設立に尽力し、特にスティグマの実用化において功績が大きい。
望めばヴァンパイアになって永遠の命を手に入れる事が出来る立場に居ながらそうしなかったばかりか、人間の身でありながらヴァンパイアに協力するなど、アキラにはにわかに理解し難い行動原理の持ち主。アキラは、その姿に言い様のない不気味さを覚えた。
13巻にて本編に登場。ヨーロッパ・アルプス山中の極秘施設「ベルガマスク研究所」にてミナと合流し、協力を求められ「パイド・パイパー」の指令改変プログラムを作った。
環先生
声 - 環望
アニメ版オリジナル（？）キャラクター。フルネームは環望（たまき のぞむ）。テレビ番組「アストライアの天秤」のパネリスト。ヴァンパイアを題材とした作品を数多く描いている漫画家。代表作「ブラッディワルツ」は実写映画化され公開間近。
後に、ヴァンパイアバンドの公表により新作を出しづらくなったが、旧作が飛ぶように売れていることが語られた。
モデルは原作者の環望で、声も本人が担当している。
ホールデン / ジェイコブ・シュローダー
N.Yで暮らす車椅子の青年。行き倒れていたフィーを拾って一緒に暮らしていた。ナーズ向けのカートゥンアイテムの売買（作中のアメリカでは禁制品）で生計を立てている。審問警察に拷問を受けて死亡するが秘密裏にウルブズと連絡をとっており、サンセットを名乗るユウヒにフィーを託した。
元々は軍人で、傷痍退役した。本名はフィーの荷物に入っていたドッグ・タグから判明。
真魚（まな）
クレイドル封鎖後にバンドに移住してきた雑貨商の女性。バリ島などから買い付けてきた民芸雑貨を商う店を営んでいたが、不況の煽りで店をたたむ羽目になってバンドに移住した。現在はバンド内で開催されるバザールで露店を開いている。客にサービスで振舞うチャイが人気で、ライヴ後の瑠璃が歓談中に現れた真祖を家に招き入れてしまい、瑠璃と共に足止めすることになる。
本人の主義でもあるのか、スマホを持っていない。
チカ☆BON
暴露系動画配信者。撮影役の相棒と共に生配信をしながらバンドに上陸するが、警備していたベイオウルブズにあっさりと発見される。現在のバンド状況の宣伝も兼ねてそのまま案内され、しばらく滞在して配信を続けることとなる。動画をチェックしていたニーナからの評価は辛い。ニーナによると、最初の配信こそ神だったというが、現在は伸び悩んでいる。真祖のいるマンション住人にスマホテキストで事情を伝え、千尋の行動に協力してバンド中のミュージシャンを集めた。だが、どこからか手に入れたドローンで抜け駆け配信を行い、真祖に気付かれてしまう。ロケット打ち上げに際して切り離し不良が起きた箇所を切断するために噴射ガス影響圏内に取り残されるが、アキラ（旭）に救助される。
従兄弟である箱崎社長と比べてルックスから何から凡庸で、熱意をもってやりたいことも見つからないことがコンプレックス。真祖戦での失敗の償いとしてバンド行政府の映像スタッフとして働くこととなるが、16巻オマケ四コマでは真祖戦を経て共通認識を得て人間・ヴァンパイア共にまったりしたバンドの状況には困惑気味。
相棒（仮）
チカ☆BONの相方で動画の撮影役。女性。ベイオウルヴズに見つかった際にはカメラをonにしたまま手を挙げてしまいチカ☆BONから文句を言われ、浜やニコルから声を掛けられている。
正体はチカ☆BONの最初の暴露動画で救われた女性。動画を上げた結果として退学になってしまったチカ☆BONに負い目を感じて同行していたが、ロケット打ち上げの混乱の中で解決した。
箱崎敬介（はこざき けいすけ）
ITベンチャー企業の社長。宇宙事業に参入しており、バンドでロケットの組み立てと打ち上げ準備を進めている。チカ☆BONとは母方の従兄弟同士。一見すると余裕を見せているが、実際にはスポンサーとの交渉にも難航しており、いざとなればバンドが日本の法が及ばない治外法権なのを利用して打ち上げを強行するつもりでいたが、真祖戦の結果として打ち上げテスト自体は成功した。
千尋（ちひろ）
クレイドル封鎖後にバンドに移住してきた女子高生。LURiに憧れて彼女の曲をカバーした動画を配信している。親からは放任され、動画や学祭での歌も心無い中傷を受けてバンドにやってきた。真祖を留めるために1人歌い続けるLURiを手助けしようとキーボードを持って乱入するが、緊張から声が出ない状況をLURiと共に歌うことで克服する。
カレン・マーズデン
ペンシルバニア州の田舎町・メイフラワーの女性保安官。妊娠中で臨月間近だったが、町がヴァンパイアに襲われた上、脱出路となる橋が爆破されるというトラブルに見舞われる。ジェシカやスージー母娘の手助けもあって、町の教会に生き残りを集めて生き残るための活動を開始。教会にあった地下道を脱出中にジェシカと共に孤立。追手と戦いながらも、その渦中で一子（娘）を出産する。
軍に入隊する前にはシッターのバイトをしており、町の年下世代のリーダーでもあった。

### その他の敵対者
「特撮ヒーローもどき」
アキラを殺すためにローゼンマンが放った刺客。「特撮ヒーローもどき」というのはアキラが仮に呼んだ名前。「仮面の男」と呼ばれることも。
いわゆる特撮番組のヒーローのような姿をしており、両手の装具には高熱を発する能力が備わっている。
ジジ達の助けを借りて逃げるアキラを執拗に追い詰める。アキラを殺すために無関係の第三者をも手にかけたクネクネ女とは異なり、その機会があったにもかかわらずジジ達には一切手を出さなかった。
アニメ版では女性の体型をしている。また、その正体も原作版とは異なっている。
美刃（メイレン）
声 - 小林ゆう
アニメ版オリジナルキャラクター。ミナ姫、由紀に続く第三のヒロイン格にして、アニメ版におけるライバルキャラクター。アキラの高校の制服を着ているが、敵とも味方ともつかない思わせぶりな言動でアキラを翻弄する。常時ドロップの缶（クマー式ドロップのロゴ入り）を携帯しており、食用の他に指で弾いて飛び道具として用いることもある。その際の威力は窓ガラスを割ったりヴァンパイアに傷を負わせるほど。
正体は虎の姿に変身する一族（森の一族）の末裔。希少種として監禁されていたところを、ミナ姫や三支族とは異なる陣営の「お姫様」に救われ、ドロップを与えられた。
デスゲームでは、刺客に追われるアキラを助け「京劇男」を倒す。その後アキラに対し、ミナを見捨てデスゲームから離脱するよう説得するが受け入れられず、最終的には彼女自身の秘めた目的のためにアキラと対峙する。
A.S.O.にも名前が逆輸入されている。

### 未確認人物
登場したが、その立場が不明瞭な人物。
「二丁拳銃の男」 / 影の男
本名不明。ミナが捕らえられていたローゼンマン大公家ビルの研究セクションを襲撃し、ミナが一時脱出する機会を作った。呼び名はシルエット姿から辛うじて判別できた「コルト・シングル・アクション・アーミー (S.A.A)」の二丁拳銃から。銃は実弾ではなく、自身の「力」を収束・発射する媒介としているらしく、ちょっとしたミサイルなみと拳銃とは考えられない威力をもつ。
第一部終了のラストシーンにて南米のネクロパレスに現れ、始まりのヴァンパイアである「女」を見つめていた。
第二部では170年前に日本に現れており、梶川をヴァンパイア化して赤子魂の奪取を命じた。自らの血でネクロパレスの封印を解けるなど真祖に連なる立場なのは間違いないと見られていたが、その正体はヴァンパイアという種族そのものを作り出した正真正銘、本物の「真祖」。その能力は近づくだけでヴァンパイアを支配し、生物からは活力を奪う。時折「人間の芸術」などに執着することがあるほか、数少ない弱点として「水に触れること」が出来ない。これは作中で降って来た雨粒に対してもかすかに反応していた。
A.S.Oでは李大公家に向けた作戦で戦力が出払ったバンドに現れる。本人の思惑はバンドに住むヴァンパイアを自身の戦力として取り込むことだったようだが、瑠璃の歌に興味を持ったため彼女を始めとしたミュージシャンによって誘導されるも戦闘に突入。浜やアキラ（旭）、残留していた3代目ウルフボーイズ、VGS、さらに梶川やアンジーまで加わり戦うが苦戦する。最終的にはバンド内で準備を進めていたロケットに押し込んで打ち上げるという形で撃退するが未だに存在しているらしい。以前に登場したシーンでは理性的な印象だったが、むしろ内面的に感情そのものが欠落しており他者の心情といったものを理解できない。
作者が連載していた過去作品の主人公に酷似している。
異形の獣
真祖が新たに繰り出してきた配下。仮面で顔を隠し念動力を持つ少女や、並みの人狼を上回る膂力を持つ大男。シャム双生児の様に胴体から二股に分かれた上半身を持つ者。身体からあらゆるガスや毒を発生、噴射散布する女などが存在する。

### 外伝の登場人物

#### ダイブ イン ザ ヴァンパイアバンド
アキラ（旭）・ガルシア・フジサキ
外伝『ダイブ イン ザ ヴァンパイアバンド』の主人公である、もう1人の「アキラ」。日系ブラジル人4世の少年で、褐色の肌を持つ。マサキに付き合ってバンドに入り込み、巻き込まれる形で望まずしてヴァンパイアにされる。ヒエラルキーによって破壊活動への参加に強制的に従わされたりあまりにも短絡的な理由で暴走・自滅するヴァンパイアに辟易する。人間に戻るために48時間以内に抗体ワクチンを手に入れようとアキラ（暁）やミナの協力で奔走するが、バンド全体を揺るがす事件に巻き込まれ、最終的にヴァンパイアとして生きる道を選ぶ。バンドに来てからはミナに気に入られた上、アルフォンスにも目を付けられてトラブル担当の探偵まがいの仕事をさせられる。
「殻（から）」と呼ばれる体外に分泌した物質で外骨格を作り出す顕身を使う。なお、この分泌物質はヴェラの霧と似たようなものと説明されている。
直情的な性格で率直な物言いが多く、それが時には他者を動かすが、母親を襲ったヤクザを刺殺した過去や軽口のつもりでハーヴェイの赤子の身体を揶揄して自分で後悔するなど少々思慮の浅い面もある。
本編11巻にも登場。偽ミナの元に向かうアキラのために「同じ名を持つ」事を利用して時間稼ぎをする。バンド奪還戦でも工作活動に従事し、第二部では情報部の仕事をしている。A.S.O.にも登場し、バンド臨時行政府のメンバーとして動いている。
名前の由来は、アキラの祖父が小林旭のファンだったことから。姓の漢字は定かではない。
瑠璃（るり / RULi）
バンド内でアキラとマサキが出会った少女。歌が得意で、メジャーデビューの直前まで迫っていたが、誘拐された末に望まずしてヴァンパイアにされ、トランクの中に全裸で閉じ込められていたところをアキラとマサキに発見される。人間に戻るためアキラ（旭）と行動を共にし事件に関わり、マサキが所持していたワクチンをアキラにより投与され完全なヴァンパイア化阻止に成功。自分を救うために人間に戻ることを諦めたアキラに泣きながら感謝した後、バンドを後にする。
その後は順調にアイドルの階段を上り、アキラ（旭）の母とも交流していたが、アキラ（旭）に対して復讐を画策した組織によって誘拐される。しかしアキラとニーナによって無事救出されたのち、ミナによって開始されたバンド文化局に引き抜かれて芸能活動を続けている。A.S.O.にも登場。企画が進行しているバンド復活イベントにおいて目玉となることを期待されている。真祖襲来時には意図せず真魚のマンションに引き入れてしまうが、自身の「歌」で真祖を足止めし、ロケットによる大気圏外への放逐の際には再び囮となるが致命傷を負う。梶川から助かるにはヴァンパイアにするしかないと言われ、躊躇するアキラ（旭）に「瑠璃自身はすでに覚悟を決めている」というニーナの𠮟咤と、瑠璃自身の懇願によりヴァンパイアとなる。
マサキ
アキラ（旭）の悪友。半グレ組織の頭目を刺して逃げるついでに、単なる好奇心でヴァンパイアになって享楽的な生活を送るためにバンドへ潜り込む。望み通りにヴァンパイアとなるが瑠璃の血を吸ってみようと襲ったため、アキラと仲違いし、破壊活動の際にちょろまかした抗体ワクチンを隠し持って行方をくらます。アキラが殺人に使ったナイフを掘り出して犯行に使うなど半端に知恵が回るがそれ以上に思慮が浅く、自業自得としか言いようのない行動で散々な目に遭い（ハーヴェイ曰く、「ホームラン級の大バカ」）ヴァンパイアになったことを後悔する。最後の一つだったワクチンのアンプルをアキラに取り上げられたことで人間に戻れなくなり、最終的に牙なしとして地下で暮らすことになった。
ハーヴェイ
情報通のヴァンパイア。1歳に満たぬ頃に実の母親によってヴァンパイアとされ、肉体的には乳児の状態で100年以上生きている。見た目は赤ん坊だがバンドの中では新規参入者の後見人を務め、実力者として君臨している。童貞。16巻オマケ四コマにてマックの部屋に写真が飾られており、第二部の終盤における騒ぎで亡くなっていた模様。
初出は原作者が発行した同人誌。
ゴス／ニーナ
アルフォンス配下のヴァンパイア。ツェペッシュ公主家情報部所属。「ゴス」はアキラ（暁）が仮に呼んだ名前であり、本名の「ニーナ」はかなり経ってから明らかとなった。
ゴスロリ衣装をまとい髪をツインテールにまとめた少女（後姿だとミナと区別がつかない）。本名が発覚した際にツインテールはウィッグで実際は黒髪のショートヘア、ゴスロリ服も仕事着と判明した。アキラ（旭）の探索行に同行するが、一方で不審な行動も見せる。サーベルやワイヤーウィップの使い手。本編にも何度か登場しており、バンド奪還戦ではアルフォンスの「遺言」を放送した。第二部ではゴスファッションはやめている。
歌が好きで、オフの際にはバンド内で弾き語りをしている。瑠璃ともメル友。愛蔵版描き下ろしによると、1980年代後半に弾き語りや売春をしながら酒浸りの母親と暮らしていた。偶然知り合ったアルフォンスが来日するたびに歌を聞くために呼ばれていた。ある日デビューの兆しも潰されたことを切っ掛けに人生に絶望し、アルフォンスによってヴァンパイアとなる。
A.S.O.にも登場し、バンド臨時行政府のメンバーとして動いている。
カズオ・ダニエル・佐治
バンド行政府メディカルセンターに勤める歯科医師。
アリヤ・ペテルヴィッチ
イワノヴ大公家から亡命してきたボスニア・ヘルツェゴビナ出身のボシュニャク人。ボスニア紛争時に故郷の村を襲撃し彼の娘を殺したセルビア人警官、ラドヴァン・エレチェンコを追って来た。エレチェンコを追うために自らもヴァンパイアとなり、イワノヴ家内№2ナボコフ将軍の副官まで上り詰めていた。エレチェンコを上回る情報と引き換えに対決し、本懐を遂げる。その際に協力してくれたアキラ（旭）に恩を返すためロシアに戻り、ベイオウルブズに手を貸した。
A.S.O.にも登場。長らく消息不明だったが、ロシア・シベリアのヴァンパイア居留地にアメリカから亡命したヴァンパイアたちを案内していた。
ラドヴァン・エレチェンコ
イワノヴ大公家から亡命してきたボスニア・ヘルツェゴビナ出身のセルビア人。ボスニア紛争時に対立勢力の民間人を虐殺したことが罪に問われたことで逃亡。ヴァンパイアとなっていたが、イワノヴ家が凋落したことで再び逃亡しイワノヴの内部情報と引き換えにツエペッシュ家情報部に保護されていた。
鏑木アキラ
人狼の少年。もう1人のアキラの探索行を手助けする。
ミナ・ツェペッシュ
バンドを治めるヴァンパイアの女王。ハーヴェイをアキラ（旭）たちに引き合わせる。
アルフォンス
ミナ姫の側近。とある事情からマサキを追う。少女のヴァンパイアばかりの集団を従えている。
浜誠児
バンド内に設置された、唯一の警視庁特区分署の署長代行にして、唯一の警察官。
ジジ / クララ / あんな
「牙なし」の子供たち。バンド内の地理に非常に詳しい。

#### スレッジハマーの追憶
悪魔神父（ディアブロしんぷ）
ヴァンパイア。バンドにある教会を管理する神父。何らかの理由があるのか呼び名通りの「悪魔の様な姿」に顕身してふるまっている。初出は同人誌の外伝小説。
田宮（たみや）、長谷川（はせがわ）、富士見（ふじみ）
元特区監督庁の公務員だが、後藤に付き合って辞職。後藤の事務所スタッフになる。本編第二部にも登場。富士見は外伝で左眼・右手を失うケガを負うもスタッフを続けており、A.S.Oではニコルの子守から非常時の対応指揮まで勤めている。
バンクロフト
ヴァンパイア。ツェペッシュ公主家に仕える貴族で伯爵。公主家の貴族の中でも古株で、A.S.O.の巻末4コマによると500歳。経験に基づく該博な知識を持つ。初出は同人誌の外伝小説。
オーティス
浜の部下。デルタ時代からの付き合いで共に退役し、傭兵となる。自分のミスで浜を危機に陥らせた経験から「浜に着いていく事」に拘泥してる。第一部冒頭でテロメアの誤情報によってミナ姫襲撃を行い、浜によって救出されるもすでに致命傷を負っていたため死亡した。
ガルシア
コロンビア政府の大臣。麻薬と賄賂による癒着撲滅を目指す硬骨漢。敵対する麻薬カルテルに愛娘を誘拐され、一時は失脚のきわに立たされたが、浜の活躍によって危機を脱した。現コロンビア共和国大統領。
エリー
ガルシアの愛娘。本名、マリア・エザベル・ガルシア。幼少期に麻薬カルテルに誘拐されたが浜の活躍によって生還、以来浜を「白馬の王子」と心に決め、焦がれ続けた。後にしなやかで蠱惑的な容貌の美少女に成長、浜に恩を返すためバンドへやって来る。
ボルトン
ボゴタ市内のカトリック教区に奉職する司祭。ギャングとして荒んだ生活を送っていた彼を神の道に導いた司教が暗殺された事から、告解の秘匿の禁を破って麻薬カルテルのアジトの在処を浜にリークし、エリー救出に一役買う。教会を破門された後、紆余曲折を経てガルシア大統領の私設秘書官に就任、エリーのお目付役としてバンドに来日する。
「ドクター」
ヴァンパイア。ローゼンマン大公家の命令を受けて獣人の試作体となった浜の肉体のケアとデータの収集を行う研究者。浜やオーティスからは「クソヤロー」呼ばわりされていたが、イラクで浜に対して反感を持ったゴロツキ傭兵の襲撃を受けた際に命を救われ、それ以来友誼を結び、大公家の命令とは関係なく浜の肉体を維持する「薬」を製造して送っている。正体不明の勢力による攻撃を受けていたが、ミナの命を受けたベイオウルヴズによって救出され、ベルガマスク研究所にて浜の延命のための研究と処置を行っている。浜に対しては友情以上の感情も抱いているが、“今は”玲子に譲った模様。
本編に登場した「ドクター」とは別人だが、本名不明のため、便宜上同名で表記。
クラリッサ・ピエリ
12世紀から暗躍する反ヴァンパイア結社（ヴァンパイア・ハンター）の一員。18歳イタリア人。ミナ姫暗殺の命を受け、交換留学生として六城学園へ来たが、使命を果たせず日本国内に潜伏していたところ、結社の「盟主」に後藤玲子拉致を命令され、誘拐計画を敢行する。元々は結社の前盟主の娘だったが、父の死後は現盟主である「御師様」の元、一工作員として行動している。初出は同人誌の外伝小説。
盟主（御師様）
反ヴァンパイア結社の現支配者。胸に大きな十字架のタトゥーが刻まれてる。結社を追放したヴァチカンに代わって新たなパトロンとなる組織と渡りをつけ、傭兵なども利用した大規模な作戦を行っている。冷酷かつ暴力的な性格で、任務に失敗したクラリッサに拷問ともいえる激しい折檻を加える。後藤拉致に異様な執念を示す。
正体はボルトン。10年前に実行した玲子拉致からの悲願だったエデルマン・リポートの奪取を企むが、その目的が結社のためではなく自身が先代盟主を謀殺した事実を隠蔽するためだったことが発覚してクラリッサに粛清される。
ジョナス・エデルマン
後藤玲子、ニコル・エデルマンの実父でジャーナリスト。反ヴァンパイア結社の前盟主（クラリッサの父親）と友誼があり、彼の依頼もあってヴァンパイアに関する調査書「エデルマン・レポート」を作成していた。ボルトンに拉致され、玲子の命をカタにリポートの譲渡を脅迫されていたが、玲子が浜に救出されたことで最後まで黙秘を通した。
グラハム・パークス
アメリカ自由教会の首席伝道師。作品ラストシーンで登場している。名前は愛蔵版スカーレットオーダー上巻に収録されていた同人誌から。
ヴァチカンから切り捨てられた結社のスポンサーとして手に入れたエデルマン・リポートを利用して、米国内でヴァンパイア勢力の影響を受けたものを追放する「スカーレットパージ」を実行して実質的にアメリカを乗っ取っている。ヴァンパイアバンドの対真祖戦に対する発表に対しても欺瞞行為と断ずる声明を発表し、逆に人類間の疑心暗鬼を助長する発言をしている。

## 用語

### ヴァンパイア
いわゆる吸血鬼。石器時代から地上に存在しており、人間社会の影で生きていたが、バンドの設立を受けて公にその姿を現した。
基本的に不老であり身体能力や生命力も非常に高いが、日光を浴びたり脳や心臓などの重要器官が激しい損傷を受けた場合は死亡して灰となる。身体能力は子供でも人間のトップアスリートを軽く凌駕する。種族的な本能として自己破壊衝動を持ち、たとえ“自ら望んで”ヴァンパイア化したとしても長生きする者は多くない。そのため一定数以上に人口が増える事がないとされる。
吸血衝動は「なり立て」が特に強く、多くの場合、家族や隣人など近しい者が次の犠牲者となり、最初から吸血行為を拒む者は希である。また多くの生物がそうであるように、消耗が激しいと理性を無くして相手が誰であろうと吸血してしまう。
味覚は人間とは異なり、血液以外の味は分からない。ただし、かつてのセキコが開発途中のスティグマ（後述）の不味さゆえに口直しに飴を舐めていたり、バーに酒が置いてある事から飲酒するヴァンパイアが居るらしい点など、かなり大きな個人差がある。また、喫煙するヴァンパイアは普通にいるため、匂いなどで血液以外の風味を感じる事は出来るようだ。味が判るかどうかは別にして、ヴァンパイアも普通の食物を食べる事自体は可能である。「牙なし」などの中にはノスタルジーから人間だった頃の好物を食べる者もおり、セキコなどは多量の飴を摂取し続けた事で太ってさえいる事から、一応は通常の食物等から栄養を採る事が可能である事が判る。
人間が血を吸われるとレトロウイルスの一種であるヴァンパイアウイルスに感染し、72時間で完全にヴァンパイア化する。ただし抗体ワクチンがあればそれを防ぐことができる（後述）。ヴァンパイアには絶対的なヒエラルキーが存在し、血を吸われた者は吸った者に、平民は貴族に、貴族は真祖たる王族には逆らえず命じられれば無条件で服従する。
太陽の光を浴びたり、心臓を破壊されれば死んで（実際には心臓でなくとも、人間と同じように頭部や身体各所の急所を手酷く破壊されれば死に至る）灰になる点に関しては伝説におけるヴァンパイアと同じ性質を持っているが、それ以外の「流れる水を渡れない」「招待された事のない建物に入れない」「鏡に姿が映らない」「影がない」「自分の棺で眠らなければ回復が出来ない」「にんにくの臭いを嫌う」「十字架等の宗教的なシンボルを畏れる」等の、ステレオタイプの描写はない。伝説のようにオカルト的な由来を持つ不死の怪物ではなく、生物の一種である事が判る（セキコがダイエットに成功している事から、一応は代謝がある事が判っている）。「顕身」と呼ばれる自分固有の「真の姿」を見せる事が可能で高位のヴァンパイアは、伝説さながらの超能力を使う事が出来るが、顕身以外に皮膜状の翼を出す能力もある。
吸血によるウイルス感染の結果仲間を増やすが、その他にも通常の生殖行為で子孫を作る事が出来る。そうした真祖を含む生まれつきのヴァンパイア達は子供から大人まで成長する過程で「顕身能力に目覚め、行使する事」でヴァンパイアとして覚醒し、その後は成長ないし老化は停止する。
先天的、後天的を問わず、ヴァンパイア化した際の肉体年齢はその後の生活・人生に影響を与える。ハーヴェイの様に1歳になるかどうかの乳児ならば自力での体温調節もまともに出来ず、世話をする者が必要だし、デルマイユの様な老境に差し掛かった者は体力等も低下している。パイドパイパー（後述）によるヴァンパイアパンデミックの際には歯が全て抜け落ちてしまった老人がヴァンパイア化し、血を吸う事も出来ず行き倒れて病院に収容された。
真祖
吸血によって増えるヴァンパイアに対する生まれつきのヴァンパイアの中でも最も古き血を受け継ぐ家系。公主たるツェペッシュ家を筆頭に支族として100に及ぶ大公家が存在したが、長い動乱の果てに公主家以外にはローゼンマン・李・イワノヴの三支族しか残っていない。
ツェペッシュ以外の99支族は、ツェペッシュの女たちを守るために作り出された劣化品であった。
顕身
ヴァンパイアが持つ、もう一つの姿。心の有り様が投影されるといわれており、具体的にどんな姿になるのかは個体差が非常に激しい。個体ごとに違う能力を発揮し、中には伝説さながらの超能力を使う個体も存在する。
真祖に完全支配された場合、個々の情動は働かなくなるためか、画一的なコウモリ人間のような姿に変わる。
エルダー
最低でも150年を越えて生きているヴァンパイア。前述の通り不老と言っても長生きするヴァンパイアは希少なため、出自や身分を問わずヴァンパイア社会では敬意を持たれる。
牙なし
他者の血を吸うことを拒否し、自らの牙を抜いたヴァンパイア。アーミッシュに似た禁欲的な生活様式を重んじ、その勤勉さからバンド運営を始めとする公職に就き、ツェペッシュ家の土台を支えている。ミナによると「吸血鬼でも人間でもない」という理由で、（普通に血を吸うという意味で）純粋なヴァンパイアから迫害を受けていた。彼女がバンド建設に躍起になっているのも、ヴァンパイアの歴史に変化を与えて、彼らにも安息の世界を用意するためという動機も含んでいる。バンドに居住する「牙なし」達は第三者同士で擬似的な家族関係を構成している。「牙なし」達の多くはヴァンパイア化した身内（夫、妻、親や子供）に襲われてヴァンパイアとなったため、家族を始めとした｢人間的かかわり｣に飢えている。一例としてジジ、クララ、あんな達は血縁こそ無いものの「兄妹」として共に生活しており「両親」もいる。ヴァンパイア化した後もキリスト教に信仰を持つ者も多く、幼児洗礼や結婚式を行うことがある。
「牙を抜く事」はヴァンパイアにとってはかなりの負担となるため、バンド内では牙なしになる際には医療施設で処置を受け予後観察の入院を必要とする。ヴァンパイアの能力である顕身ができない者が多いが、それは「人間であることを捨てなかったため」と考察されており、能力そのものが消えた訳ではなく、ジジたちの様に本人の意志力・想像力によって顕身を果たした例が確認されている。
新種（仮）
真祖によって改造されたヴァンパイアウイルスによって発生した個体。咬まれた直後から思考・行動を支配され、感染を拡大する。完全にヴァンパイア化してしまうまでは日光に耐性があることが特徴。72時間という制限付きとはいえ、その間は昼間でも活動出来る。
上書き
ヴァンパイアの絶対的ヒエラルキーである「マスター」を変更する方法。
「マスターとするヴァンパイアに血を吸われる」「マスターとなるヴァンパイアのDNA培養液を注入する」などの方法でマスターを変える事が出来る。
自分の意志と関わりなくヴァンパイア化した者を保護する際に行われる事もあるが、古くは内通者を作るための手段だった。中にはヒステリカの様に転職感覚でマスターを代えていた者もいる。
ヴァンパイアバンドにはツェペッシュ系以外の支族の者も亡命してくるが、その際には上書きを受けるのは条件のひとつ。
薔薇の口づけ
ヴァンパイアが己の血を他者に与える行為。これを受けた相手は、ヴァンパイアの形質を受け継ぐ事なく頑強な身体となる。肉体的損傷は短期間で回復し、病気に罹患（少なくとも重篤化）する事はない。ただの人間でも相当な長命を得る事ができ、元々頑強な肉体を誇る人狼ともなれば数百年の寿命追加を獲得した例もある。
元々は新谷かおるの「クリスティ・ハイテンション」とのクロスオーバーにおいて登場した設定だったが、後に本編に輸入する形で導入された。ミナにより19世紀末に10歳前後で薔薇の口づけを受けたクリスティは、21世紀初頭まで生きた。人狼である評議会のメンバーに至っては、400年以上生き続けている。
「クリスティ・ハイテンション」の劇中では、ミナの一族にのみ見られる能力だと説明される。
クリスティと同じく瀕死の状態となった由紀に対しては何故か施されなかったが、その理由は語られていない。
赤子魂（あかみたま）
第二部にて登場した不思議な鉱石。富士地下の地底都市・ネクロパレスの神殿内に安置されていた物。第一部で偽ミナが手に入れようとしていた物だが、既に持ち出された後だった。
その形は不明瞭だが、小指の先どころか豆粒程度の欠片でも身に付けた者や周囲のヴァンパイアの渇きや飢えを満たす効能がある。神殿に安置されていた時代にはネクロパレスに住む住人全てが、第一部にて地底に取り残された牙なし300余人も七年間、一度も血に飢えた事が無かったほど。しかし、真祖であるミナなどにはある種の重圧的影響を与えるなど謎の多い物質で、影響を抑えるには金属の容器に納めて隔離する必要がある。その正体はツエペッシュ最初の女が産み落とした「最初の子」であり、魂の影響範囲なら真祖の支配に抗うことが出来る効果を持つ。
およそ170年前。ボルジアーニ候・アルフォンスの命令で来日したアーサー・ヤングが梶川弥示郎と共に持ち出したが、その際に砕けていくつかの破片となる。欠片となった破片同士も繋がっており、近づくと共鳴反応を起こす。本体は当時の石動家当主が隠匿していたが、それに関する申し送りは玲子の祖父しか知らなかった。
バンド建設時に石動氏からアルフォンスの手に渡っており、クレイドルの中に隠されていた。真祖の第二次バンド襲来時に切り札として持ち出され、梶川によって真祖の身体に打ち込まれて以降、本体は所在不明。
スティグマ
ツェペッシュ公主家が開発した人造の血液で、バンドのヴァンパイア達はこれで飢えをしのぐことによって、人を襲う必要が無くなった。
19世紀末までには空腹感を完全に満たす程ではないものの、摂取することで最低限の満足感は得られ、少なくとも血に飢える事はなくなるという所まで開発が進んでいたなど、比較的早い段階から血液の代替品としての目標は達成されつつあった。残った問題はその味であり、開発途中のスティグマは「髪の毛が抜けるかと思った」「味をなんとかしないと（国を作っても）すぐに革命が起きる」と評される程に不味かったようだ（試飲役に抜擢されたセキコは、口直しのために飴を常備していた）。
20世紀後半に入り、ミナがナチス戦犯として逃亡中だった「老人」をスカウトして開発に協力させた結果、遂に実用化にこぎつけることが出来た。現在では味の面でも改良がなされており、少なくとも劇中でバンド内のヴァンパイアから不満が出ている様子はない。
バンドの住民に対して輸血用パックのような形で配布されている他、繁華街など一部の地区においては飛行船から空中散布されている。バンド内には人口比に対し常時300%の割合でスティグマの備蓄が保たれている。
アグニの血
中世ヴァンパイア王家の暗闘の最中に生み出された化学薬品。敵の手に落ちた間者や捕虜となった者が口腔内に仕込んだカプセルを噛み砕き血液と混合する事で化学反応を起こし燃焼、ヴァンパイアを爆裂弾と化し周囲を巻き込んで自爆する。
作中ではヒステリカが配下のヴァンパイア達の心臓近くに埋め込み、携帯電話で遠隔操作する形で自爆テロを画策した。
遮光ジェル
ヴァンパイアが昼間も肌をさらして活動するための必需品。全身に塗れば日光を遮断できるが、徐々に揮発するので直射日光に対しては15分程度で効果が切れる。揮発する際には僅かな刺激臭を発する。
紫外線防護服（イクリプスアーマー）
時間制限のある「遮光ジェル」に頼ることなく長時間の日中活動を可能とするための装備。全身をくまなく覆い紫外線をシャットアウトする外装と頭部にはマルチスコープ機能を持つ仮面を装備する。あくまで日光を防ぐ事を目的としているため、防具としての機能は低く日光の下ではスーツに切れ込みが入っただけでも体が発火する。
各大公家でも開発、実用化を進めており李大公家の工作員や東雲ななみ、アキラ（旭）などが使用しているのが確認されている。
抗体ワクチン
ヴァンパイア化を食い止める薬。望まずヴァンパイアになる者を可能な限り減らすべく、バンド内の薬品工場で生産されている。ただし、効果があるのは血を吸われてから48時間以内。
なんらかの事件・事故によって「望まずにヴァンパイアとなった者の遺族」にはツェペッシュ公主家からの補償金・年金が給付される。なお、完全にヴァンパイア化するまでは日光を浴びても「かなりの不快感」を覚える程度で発火まではしない。そのためワクチンの接種リミットを越えた最後の24時間は「黄昏の刻」と呼ばれ、生身で太陽を見る事が出来る最後の時間とされる。
パイド・パイパー
ナノマシンの一種でヴァンパイアを支配する事が可能。脳内に定着し投与されたヴァンパイアに「自らのマスターに命じられた時と同じ刺激」を与えコントロールし、吸血行為でヴァンパイア・ウィルスと共に感染していくというパンデミックを起こす。
元々ツェペッシュ公家情報部が開発・研究していたが「代謝機能を著しく阻害する」という欠点を解決できず、開発に行き詰ったまま凍結されていたサンプルがテロメアによって盗み出されて完成した。
これによってミナが命の危険にさらされたが自力で復活。その後、改良を加えたものが由紀に投与された。
投与された対象の体組織に擬態する特性を持ち、完成版はその機能すら代行できる。大規模に運用する場合、ナノマシンに伝える命令を設定する端末と命令送信用の携帯スイッチ型端末がセットになっている。
由紀に投与された物は更に改良されたのか右眼からPCに「赤外線入力」を可能とする機能が付加された。
A.S.O.ではケティが自らパイド・パイパーを受けることで、ナノマシンが形成したネットワークを通じて感染者を支配する術を開発している。
V.G.S（ヴァンパイア・ガード・サービス）
ベイオウルブズと並んでバンド内の治安維持を受け持つ機関。ヴァンパイアの隊員のみで構成されている。それなりに独立した人事体系があるらしく、公主家と言えど干渉を嫌う傾向もある。

### 地の一族
狼の姿に変身することができる一族。いわゆる人狼だが、変身時に月齢の影響は受けない。変身の度合いは本人の意思で調節が利くらしく、身体の一部だけを獣化させる事に始まり、人型を維持した半人半獣の状態を経て、完全な狼そのものの姿にまでも変身可能である。ヴァンパイアほどではないがかなりの長寿を誇り、数百年は生きる。
元々は太古のヴァンパイア帝国を支配していた真祖によって増えすぎたヴァンパイアを狩り立て適度に間引くために生み出された種族であり、狼の姿に変身すれば顕身したヴァンパイアでさえ逃れるのが難しい程の力を持っている。しかし「最初の人狼」が人間に組して反逆したことが切っ掛けで創造主から放逐され、放浪の果てに旧敵であったヴァンパイアを頼り、種族として主従関係を結ぶ。
ヴァンパイアウイルスに対する「自壊因子（アポトーシス）」が組みこまれており、ヴァンパイアに血を吸われても吸血鬼化せず、48時間以内に抗体ワクチンを接種しなければ、通常のヴァンパイア化する72時間を待たずして衰弱死する。
普通の人間の男性と同じく人間の女性と交わる事で子孫を作るが、地の一族としての能力は男性にのみ発現するため、タチアナなどの地の一族の男性と人間の女性の間に生まれた女性は普通の人間と変わりない。また、男性にも必ず因子が受け継がれるわけではなく『人狼の因子』が顕在化する時期にも個人差がある。通常は物心がつく頃に人狼化するようになり、まずは「変身しないように」しつけられる。必然的に男社会となるためか、基本思考が体育会系であり部署の違う者同士だと相手を揶揄しあうマウント合戦が始まることも多い。
女性に確実に人狼の因子を持つ男児を妊娠させる方法も存在するが、その方法が「人狼化した状態で女性と交わる事」であるため、女性にとっては精神的な苦痛を伴う。血脈の危機の場合など、緊急的な措置として行われる。その方法を採った場合、産まれてくる子供は最初から人狼の姿をしている。地の一族の子供を産む事は、女性の身体に非常に大きな負担をかける。アキラの母親は地の一族の男児を2人も産んだために、車椅子の生活を余儀なくされた。また、タチアナの母親はサーニンを出産した際に、人狼の姿で産まれてきた我が子を見て精神的に強い衝撃を受け、半ば廃人となってしまっている。これらの事から地の一族の男性には女性を尊び大切にする風潮がある。まだ未熟な若手であるアーロンやキャルは「どんな容貌の女性であっても美点を見出す自信がある」と語るが、フィーからは駄目出しされている。
地の一族は人間の姿のままでも身体能力や五感が優れており（その分香辛料などの刺激物が苦手で、口に入れば少量の辛子程度でも悶絶する）高い回復力も持つが、銀に弱い。銀が体内に入れば大きなダメージを負うのは勿論、銀製品を直接身に着ける事すら出来ない。劇中で銀粉を浴びせられたアキラは一瞬のうちに皮膚が爛れ、前後不覚の状態に陥った。心臓を貫かれても再生する力を持つ事から作中で登場した人物の「古傷」は銀製の武器による物と思われる。人狼としての能力を発揮する獣化も発揮されるパワーや寒冷地等での適応力に対して通常時の10倍のカロリーを消費するなど燃費は悪い。通常時も常人の1.2倍の消費量であり、見た目を上回る大食い。
人狼の特質の内「自壊因子」「伴性遺伝」はヴァンパイアとの主従関係の成立と共に改変された物であるという説が存在し、かつて「ヴァンパイアの特質を獲得した人狼」や「女性の人狼」が存在していた事が示唆されていた。アーロンやキャルが人狼の形質を持って生まれる女性は1/5000といわれ数10年の間報告例がないなど、単純に希少であるとも発言している。
ベイオウルブス
ツェペッシュ家に仕える騎士団。人狼騎士団とも呼ばれる。バンドには少なくとも3000人の団員がいる。
地の一族はかつては氏族ごとに活動し、各々が独自のヴァンパイア支族に仕えていたが1815年、ツェペッシュ公主家再興に端を発した抗争「ワルシャワの大粛清」を切っ掛けにほぼ統一され、ベイオウルブスと称して独立。現在はあくまでも「契約」という形でツェペッシュ公主家に仕えている。
任務時に着ている制服や作戦時に装備する装甲服（対人用の火器ではまず貫通はしない）は獣化しても破れたりしない特製。
アウト・クラン
クランは氏族の意。地の一族の内、表面上は元老院に従いつつも、実際には旧来の主君に忠誠を抱いている者や元老院に叛意を抱いている者を指す。
連理之枝
地の一族におけるパートナーシップ制度。二人一組での行動を基本とする。ネーミングの由来は漢詩『長恨歌』の一節「在天願作比翼鳥 在地願為連理枝詩」から。男同士の連帯が重視されるという一族の風潮もあって一部の女性陣からは好悪の反応が極端になる。
通常は3歳くらいでペアが決定されるため、7歳にになってから人狼の兆候が出たユウヒは14歳になるまでパートナーが決まらなかった。
試練の儀
地の一族が行う成人の儀式。14歳から15歳になった少年達を4〜5人程度の小集団で荒野、砂漠、雪山などの厳しい環境に（文字通り）裸一貫で放り出し、一定期間を生き延びさせることで集団行動や人狼化をコントロールする術を習得させるのが目的。過酷さ故に死亡者が出ることもある。
当事者たちにとってはあまり思い出したくない記憶が多いが、傍で聞いていると『修学旅行自慢』にも聞こえる。他にも試練開始時、先達に裸に剥かれて散々驚かされた意趣返しを後進に行うというパターンも存在する。
ガルガンチュア
イワノヴ家が使う人狼。「ワルシャワの大粛清」においてユモレスク家を始めおよそ7割の軍勢が離反したため、その際に捕らえられた者はおろか残留した者まで徹底的な弾圧を受け、人としての姿も尊厳すら持たされぬ怪物とされた。
47.弾頭（フォーティセブン・バレット）
対人狼用の弾丸。いわゆる「銀の弾丸」と思われるが、人狼の肉体に確実にダメージを与えられる様に改良されている。
パック / 「巣」
ベイオウルブズの妻子が暮らす地の一族の隠れ里。世界各地に分散して配置されている。外界とは隔離された場所であり、ウルブズの退役兵にとっての隠居先でもある。襲撃者に対しては女と言っても銃をとり、老いたりとは言え老兵も再び剣をとって戦う警備兵でもある。
精強で知られるベイオウルブズは敵も多く、家族を狙おうとする者も多い。ここを襲撃した者は何者であろうともウルブズによる徹底した報復に晒される。
最初の人狼、女性の人狼
真祖によって一番初めに生み出された人狼の男。多くの人狼は彼の子孫であるが、原初の人狼はヴァンパイア同様に噛みつくことで人間に人狼の因子を与える能力を有していた。その能力によって多くの人間の戦士が人狼へ生まれ変わり、その中には女性も存在した。人狼となった男女同士から生まれた「純血の人狼」こそ本来の人狼と言える。
ヴァンパイアに臣従した際に施された遺伝子改変によって能力は失われたかに見えたが、時折人狼の因子を発現する女性が誕生することがあり、そういった女性は先祖返りのようなもので先述の「人間を人狼化する能力」も持っている。地の一族では人狼の因子を発現した女性には複数の男性との間に可能な限り多くの子を産むことが求められる様になる。長きに渡って人狼社会の闇であり女性の悲劇とされていたが、ミナによる肝いりと先代元老院によって廃止されている。
フェンリル
ヴァンパイアウイルスに感染して生き延びた人狼で「終末の狼」とも呼ばれる。通常の人狼とは異なる波長の咆哮を発し、獣化した際には肩部に翼のようにも見える鬣が生じる。DNAからテロメアが消滅し不老となっている上に戦闘力は真祖に匹敵する。かつてヴァンパイアとの戦争中には複数の個体が確認されている。
ジェヴォーダンズ
ベイオウルヴズ緊急強行救出部隊。ウルフボーイズと並ぶ少数精鋭を旨とした部隊であり、救出対象を確実に確保する。獣化形態にも対応したマスクとプロテクターに身を固めている。
実戦部隊としてウルブズ内でも知られているが、「脳みそまで爪や牙できている」「扱いに困って（公主家本拠となるバンド以外の）海外をたらい回しにされている」と噂される脳筋集団。

### その他
調停者（ちょうていしゃ）
「薄暮の民」とも呼ばれ、人間とヴァンパイアの間を取り持ってきた家系。愛蔵版「スレッジハマーの追憶・上巻」描き下ろし分によると、人類の文明が始まったころに現れたヴァンパイアウイルスに対して先天的な抗体と支配を受け付けない強固な精神をもつ一族の末裔。その特質から危険因子としてヴァンパイアから狙われ続けたが、人間・人狼とヴァンパイアの争いが終わった時に両者を取り持つ調停者としての立場を確立する。だが、ヴァンパイアが世の闇に潜みながら経済のほぼすべてを掌握したことでその権限は有名無実化し、単なる御用聞きに成り下がっていった。
警視庁特区分署
日本政府によってバンド内に設置された警視庁の出先機関。署長代行は浜誠児（代行代理は「あんな」）。といっても署員は浜ひとりだけ。主な仕事はバンド内観光ツアーからはぐれた参加者の保護だが、はぐれるのは大半が自分からヴァンパイアになろうとする「なりたがり」である。
東京零号埋立地
ミナが政府から貰い受けた東京湾の埋立地で、ここにヴァンパイアバンドが建設された。
面積16.51km2（1651ヘクタール）。東京港第7次改訂港湾計画に沿って、大田区および品川区沖に建設された。地上部分の電力は本土から引いているが、地下には非常時に備えた加圧水型原子炉による自家発電システム「プロメテウス」がある。
入島審査を受けてバンド住民としての登録を受ければ、衣食住全てがツェペッシュ公家によってバックアップされる。その代わり無許可で島外に出る事は厳禁で、不用意に本土との境である海底トンネルに近付けば警備しているVGSの警告を受ける。
住民の大半はツェペッシュ直系のヴァンパイアだが、李、イワノヴ、ローゼンマンなどの大公家から亡命してきた者たちも存在し、上書きを受けた上でエスニックタウンを形成しているが、揉め事が絶えない。
第二部では公主家の後援活動によってバンド居住者による島外での各種労働をはじめ、芸能活動や文筆業デビューなども行われている。A.S.O.では無人となった地上部だが電力の復旧に伴い、職や生活にあぶれた人間を受け入れて住まわせている。クレイドル閉鎖の際にバンド外に脱出したヴァンパイアも帰還しており、V.G.Sや警視庁特区分署がトラブルの仲裁を行っている。
ジオ・フロンティア
バンドの深部に広がる居住空間。バンド内のヴァンパイアは基本的にここで生活している。第二部1期終盤で起きたミナ、アキラ（暁）と「二丁拳銃の男」の戦いで地下隔壁が撃ちぬかれた結果、居住区が浸水・水没してしまい、事実上ヴァンパイアが住み続けることが不可能となってしまった。
クレイドル
バンドの最深部に広がる広大な空間。ツェペッシュ公国の在りし日の姿が再現されており、壁や天井には、青空や太陽など外の映像が投影されている。ミスターABやナスターシャなどの住人がいる。ジオ・フロンティア崩壊に関わる緊急避難として非戦闘員を中心としたヴァンパイア市民は赤子魂の安置されているここに退避した。
アマゾン・マナウス西方「チェーンスモーカーズフォレスト」にあるローゼンマン大公家居城の地下にも同名の地下空間が存在するが、それこそはヴァンパイアの始まりの地たる古の都「ネクロパレス」だった。

テロメア
ヴァンパイアに対して敵対的な組織。詳細は謎に包まれているが、公主家配下の重鎮であるデルマイユ家や地の一族元老院にスパイを送り込む程の力を持つ。また、抗体ワクチン生産ラインや備蓄分へのサボタージュ。バンド内外への人身売買の関与も疑われている。
アメリカ自由教会
アメリカ国内で活動するキリスト教系団体。ヴァチカンから放逐された宗教結社のスポンサーとなり「エデルマンリポート」を入手。それらを元にした粛正「スカーレット・パージ」を行い、アメリカその物を支配するようになる。ヴァンパイアに対しては人類とは相容れない存在として徹底的に排除する姿勢であり、どのような理由であってもヴァンパイア化した者は抹殺対象であり、そのためなら生き残りのいる土地に対しての核攻撃すら容認する。
信仰の種子（シード オブ フェイス）
アメリカ自由教とその下部組織において使用されている薬物。服用者がヴァンパイアに咬まれた際には咬んだヴァンパイアは炸裂して灰となり、咬まれた者もショック死するため「自殺薬」とも呼称されている。

## 書誌情報

### メディアファクトリー
MFコミックスフラッパーシリーズ
本編
1. 2006年6月23日発売、ISBN 4-8401-1397-1
2. 2006年12月22日発売、ISBN 4-8401-1646-6
3. 2007年6月23日発売、ISBN 978-4-8401-1917-7
4. 2007年11月20日発売、ISBN 978-4-8401-1971-9
5. 2008年6月23日発売、ISBN 978-4-8401-2233-7
6. 2008年12月22日発売、ISBN 978-4-8401-2508-6
7. 2009年7月23日発売、ISBN 978-4-8401-2584-0
8. 2009年12月22日発売、ISBN 978-4-8401-2951-0
9. 2010年3月23日発売、ISBN 978-4-8401-2991-6
10. 2010年11月22日発売、ISBN 978-4-8401-3399-9
11. 2011年3月24日発売、ISBN 978-4-8401-3780-5
12. 2011年9月22日発売、ISBN 978-4-8401-4041-6
13. 2012年3月23日発売、ISBN 978-4-8401-4445-2
14. 2012年10月23日発売、ISBN 978-4-8401-4741-5

ダンスインザヴァンパイアバンド2 スカーレット・オーダー
1. 2014年4月23日発売、ISBN 978-4-04-066550-4
2. 2014年8月23日発売、ISBN 978-4-04-066836-9
3. 2014年12月22日発売、ISBN 978-4-04-067226-7
4. 2015年4月23日発売、ISBN 978-4-04-067514-5

外伝
ダイブ イン ザ ヴァンパイアバンド
1. 2010年1月23日発売、ISBN 978-4-8401-2964-0
2. 2013年3月23日発売、ISBN 978-4-8401-5037-8

ダンス イン ザ ヴァンパイアバンド スレッジハマーの追憶
1. 2013年3月23日発売、ISBN 978-4-8401-5038-5
2. 2013年8月23日発売、ISBN 978-4-8401-5308-9
3. 2013年12月21日発売、ISBN 978-4-04-066120-9

### TOブックス
コロナ・コミックス
愛蔵版 ダンス イン ザ ヴァンパイアバンド
1. 2018年6月1日発売、ISBN 978-4-8647-2698-6
2. 2018年6月1日発売、ISBN 978-4-8647-2699-3
3. 2018年7月2日発売、ISBN 978-4-8647-2704-4
4. 2018年7月2日発売、ISBN 978-4-8647-2705-1
5. 2018年8月1日発売、ISBN 978-4-8647-2714-3
6. 2018年8月1日発売、ISBN 978-4-8647-2715-0
7. 2018年9月1日発売、ISBN 978-4-8647-2729-7

愛蔵版 ダンス イン ザ ヴァンパイアバンド スカーレット オーダー
1. 上 2018年11月1日発売、ISBN 978-4-8647-2754-9
2. 下 2018年11月1日発売、ISBN 978-4-8647-2755-6

ダンス イン ザ ヴァンパイアバンド エイジ オブ スカーレット オーダー
1. 2018年12月1日発売、ISBN 978-4-8647-2766-2
2. 2019年5月25日発売、ISBN 978-4-8647-2810-2
3. 2019年10月15日発売、ISBN 978-4-8647-2859-1
4. 2020年3月14日発売、ISBN 978-4-8647-2936-9
5. 2020年8月1日発売、ISBN 978-4-8669-9032-3
6. 2021年1月15日発売、ISBN 978-4-86699-109-2
7. 2021年6月15日発売、ISBN 978-4-86699-246-4
8. 2021年10月1日発売、ISBN 978-4-86699-338-6
9. 2022年3月1日発売、ISBN 978-4-86699-462-8
10. 2022年8月1日発売、ISBN 978-4-86699-627-1
11. 2023年2月1日発売、ISBN 978-4-86699-762-9
12. 2023年4月1日発売、ISBN 978-4-86699-825-1
13. 2023年8月1日発売、ISBN 978-4-86699-909-8
14. 2023年12月1日発売、ISBN 978-4-86794-017-4
15. 2024年8月1日発売、ISBN 978-4-86794-266-6
16. 2024年9月2日発売、ISBN 978-4-86794-297-0
17. 2025年1月15日発売、ISBN 978-4-86794-418-9

外伝
愛蔵版 ダイブ イン ザ ヴァンパイアバンド
1. 2018年9月1日発売、ISBN 978-4-8647-2730-3

愛蔵版 ダンス イン ザ ヴァンパイアバンド スレッジ・ハマーの追憶
1. 上 2018年10月1日発売、ISBN 978-4-8647-2744-0
2. 下 2018年10月1日発売、ISBN 978-4-8647-2745-7

## ドラマCD
SOUND COFFIN
コミックフラッパー2009年5月号にドラマCDが付録として封入された。脚本は環望自身によるものである。
ダンス ウィズ ザ ヴァンパイアメイド CDすぺしゃる
アニメ放送開始後に発売されたもの。シリアスな本編とは異なり、全体的にコミカルな雰囲気で構成されている。
2010年4月7日発売。

## テレビアニメ
2010年1月よりチバテレビほかU局系、AT-Xにて放送された。ShowTimeとメディアファクトリーTVでは本編動画が配信されている。全12話。
第1話はオリジナルストーリーとなっており、原作者の環望が声優としてゲスト出演した。環は第8話にも出演しており、監督の新房昭之のファンということもあり、積極的にアニメのスタッフとコミュニケーションを取って制作に反映をもたらしている。
原作で存在したパンチラなどのお色気描写はテレビ放送時には編集された。しかし発売されたDVD・BDではディレクターズカット版とされ、ミナの顕身した姿など、裸体の表現が規制の解かれたものとなっている。

### スタッフ
- 監督 - 新房昭之[7]
- シリーズ構成 - 吉野弘幸[7]
- キャラクターデザイン・総作画監督 - 紺野直幸[7]
- シリーズディレクター - 園田雅裕
- デザインワークス - MEIMU、小林徳光
- 美術監督 - 東厚治
- 色彩設計 - 西表美智代
- 撮影監督 - 藤田智史
- 編集 - 関一彦
- 音響監督 - 鶴岡陽太
- 音楽 - 土橋安騎夫
- プロデューサー - 浅香敏明、大澤信博
- アニメーション制作 - シャフト[7]
- アニメーション協力 - エー・シー・ジー・ティー
- 製作 - ヴァンパイアバンド行政府[7]（メディアファクトリー、AT-X、flying DOG、ジェンコ）

### 主題歌
オープニングテーマ
「フレンズ」
作詞 - NOKKO / 作曲 - 土橋安騎夫 / 編曲 - 藤田淳平 / 歌 - 中野愛子
「爪痕」（第12話）
作詞 - 中野愛子 / 作曲・編曲 - 藤田淳平 / 歌 - hibiku
※ 第1話・第7話はオープニングテーマなし。
エンディングテーマ
「爪痕」
作詞 - 中野愛子 / 作曲・編曲 - 藤田淳平 / 歌 - hibiku
「フレンズ」（第7話・第12話）
作詞 - NOKKO / 作曲 - 土橋安騎夫 / 編曲 - 藤田淳平 / 歌 - 中野愛子
※ 第4話・第5話はエンディングテーマなし。

### 各話リスト
各話のサブタイトルは吸血鬼や人狼が登場するホラー映画から取られている。
| 話数 | サブタイトル                      | 脚本     | 絵コンテ   | 演出       | 作画監督                            |
| ---- | --------------------------------- | -------- | ---------- | ---------- | ----------------------------------- |
| #1   | プロムナイト                      | 吉野弘幸 | MEIMU      | 龍輪直征   | 福世孝明 田中穣 高野晃久            |
| #2   | ハウリング                        | 吉野弘幸 | 園田雅裕   | 園田雅裕   | 安藤正浩 宮田奈保美 福世孝明        |
| #3   | ティーン ウルフ                   | 吉野弘幸 | 園田雅裕   | 木村寛     | 安藤正浩 宮田奈保美 福世孝明        |
| #4   | インタビュー ウィズ ヴァンパイア  | 吉野弘幸 | 鎌仲史陽   | 鎌仲史陽   | 安藤正浩 福世孝明                   |
| #5   | シャドウ オブ ヴァンパイア        | 吉野弘幸 | 羽多野浩平 | 森義博     | 小林利充                            |
| #6   | フロム ダスク ティル ドーン       | 吉野弘幸 | 鎌仲史陽   | 鎌仲史陽   | 安藤正浩 松本文男                   |
| #7   | イノセント ブラッド               | 吉野弘幸 | 中澤勇一   | 木村寛     | 中澤勇一                            |
| #8   | ニア ダーク                       | 横谷昌宏 | 龍輪直征   | 龍輪直征   | 鎌田均 岩崎安利 高野晃久            |
| #9   | ロストボーイ                      | 横谷昌宏 | 川原智弘   | 木村寛     | 福世孝明 安藤正浩 松本文男          |
| #10  | ワルプルギスの夜                  | 吉野弘幸 | 田中雄一   | 森義博     | 鎌田均 小林利充                     |
| #11  | アンダーワールド                  | 吉野弘幸 | 小林智樹   | 鎌仲史陽   | 桝井一平 清水恵蔵 福世孝明 松本文男 |
| #12  | ダンス イン ザ ヴァンパイアバンド | 吉野弘幸 | 羽多野浩平 | 羽多野浩平 | 鎌田均 福世孝明                     |

第7話と8話の間には、新作カットを加えた総集編『ダンス イン ザ ヴァンパイアバンド 特別編〜Special Edition〜』が放送された。

### 放送局
| 放送地域 | 放送局       | 放送期間               | 放送日時           | 放送系列       | 備考                            |
| -------- | ------------ | ---------------------- | ------------------ | -------------- | ------------------------------- |
| 日本全域 | AT-X         | 2010年1月7日 - 4月1日  | 木曜 9:00 - 9:30   | CS放送         | 製作委員会参加 リピート放送あり |
| 千葉県   | チバテレビ   | 2010年1月10日 - 4月4日 | 日曜 24:00 - 24:30 | 独立UHF局      |                                 |
| 神奈川県 | テレビ神奈川 | 2010年1月10日 - 4月4日 | 日曜 25:30 - 26:00 | 独立UHF局      |                                 |
| 埼玉県   | テレ玉       | 2010年1月11日 - 4月5日 | 月曜 25:00 - 25:30 | 独立UHF局      |                                 |
| 愛知県   | テレビ愛知   | 2010年1月12日 - 4月6日 | 火曜 25:28 - 25:58 | テレビ東京系列 |                                 |
| 東京都   | TOKYO MX     | 2010年1月12日 - 4月6日 | 火曜 25:30 - 26:00 | 独立UHF局      |                                 |
| 兵庫県   | サンテレビ   | 2010年1月13日 - 4月7日 | 水曜 26:10 - 26:40 | 独立UHF局      |                                 |

## Webラジオ
2010年1月からのテレビアニメ『ダンス イン ザ ヴァンパイアバンド』放送開始に合わせて、メディファクラジオでラジオ番組が配信されていた。
概要
- タイトル：『ラジオ イン ザ ヴァンパイア バンド！ ミナと由紀 放課後の理事長室！』
- 配信：2009年12月25日 - 2010年5月7日（毎週金曜日、2010年4月9日配信分より隔週）

パーソナリティー
- 悠木碧（ミナ・ツェペッシュ役）
- 斎藤千和（三枝由紀役）

ゲスト
1. 中野愛子（オープニングテーマ「フレンズ」歌手）・hibiku（エンディングテーマ「爪痕」歌手）
2. 環望（原作者）・中野愛子
3. hibiku
4. 中野愛子
5. hibiku
6. 中野愛子
7. hibiku・中野愛子
8. 中野愛子
9. hibiku
10. 土橋安騎夫（音楽）・中野愛子
11. hibiku
12. 中村悠一（鏑木アキラ役）・中野愛子
13. 中野愛子
14. 無し
15. hibiku・中野愛子
16. hibiku・中野愛子

エピソード
- 第1回の収録日は2009年12月16日だった。
- 第7回は2月12日に配信されたが、番組内でhibiku（2月10日生まれ）の誕生祝いが行われた。当のhibikuは事前に知らされておらず、番組収録中にお祝いされ驚いていた。
- 中野愛子とhibikuは、番組内の一コーナー「ミュージック イン ザ ヴァンパイアバンド」において（一部を除き）隔回で交互にゲスト出演している。第7回は本来hibikuが出演する回だったが、中野も前述の誕生日祝いのためにこっそり収録現場へ来ており、番組にも出演した。
- 第15回と第16回は、アニメのBD・DVD発売記念イベントとして、2010年4月11日にゲーマーズ秋葉原店で公開録音が行われた。

ラジオCD
- ラジオ イン ザ ヴァンパイア バンド スペシャルCD 〜魅惑? 幻惑? ルーマニア料理対決〜
- ラジオ イン ザ ヴァンパイア バンド スペシャルCD 〜ミナと由紀 秘密のお泊り会〜

## 関連
コミックフラッパー掲載作品の幾つかとコラボしている。
- 『クリスティ・ハイテンション』（新谷かおる） - 第4話（単行本2巻）『The Adventure of The Sussex Vampire』にミナ・ツェペッシュとヴェラトゥースがコラボ出演している。また、単行本書き下ろしの『The Epilogue of The Sussex Vampire』は新谷と環の共同作画である。
- 『殿といっしょ』（大羽快） - 『コミックフラッパー』のオフィシャルサイトでアンケートに答えた際に閲覧可能なおまけ漫画で、コラボしたことがある。
- 『二十面相の娘』（小原愼司） - 『コミックフラッパー』2008年5月号付録であるオフィシャル同人誌『20人＋αの二十面相の娘』において、ミナ・ツェペッシュがコラボ出演している。また、三大公の一人であるローゼンマンについても僅かながら言及されている。

上記以外にもドラマCD『SOUND COFFIN』において、『BRAVE10』『数学ガール』などといった『コミックフラッパー』掲載作品（2009年5月当時）への言及がある。『数学ガール』はアニメ版においても内容の一部が引用されている。